# Santorin

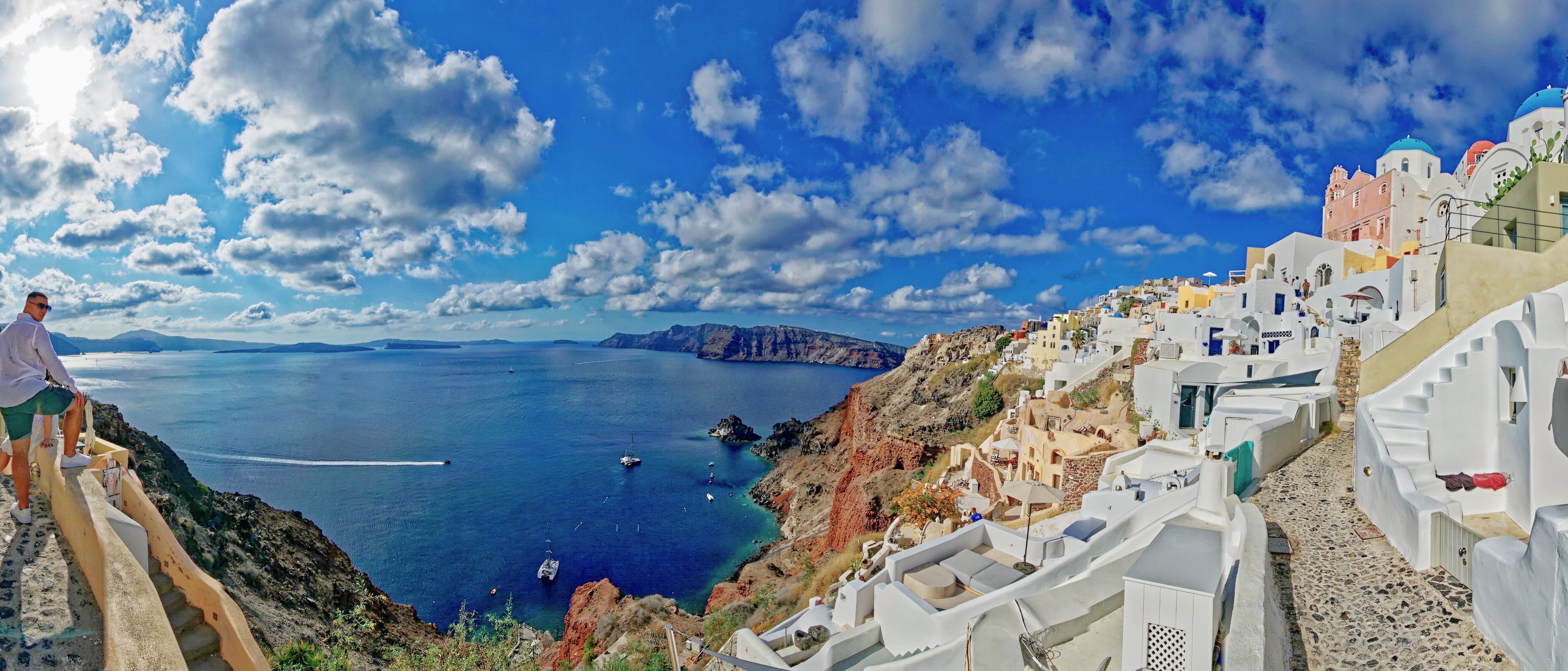
Blick über den Ort Ia in die Caldera von Santorin.

Santorin (neugriechisch Σαντορίνη [sandɔˈrini] (f. sg.), meist Santorini transkribiert; von italienisch Santa Irene) ist ein griechischer Archipel im Süden der Kykladen, gleichnamig mit dessen Hauptinsel, die im Griechischen zumeist Thira (neugriechisch Θήρα [ˈθira] (f. sg.), nach Transkription aus dem Altgriechischen Θήρα auch Thera) genannt wird. Santorin wurde 2021 von etwa 15.480 Einwohnern bewohnt. Seit der Verwaltungsreform 2010 ist es unter dem Namen Thira gleichzeitig eine Gemeinde (griechisch dimos) in der Region Südliche Ägäis.

## Lage und Geographie

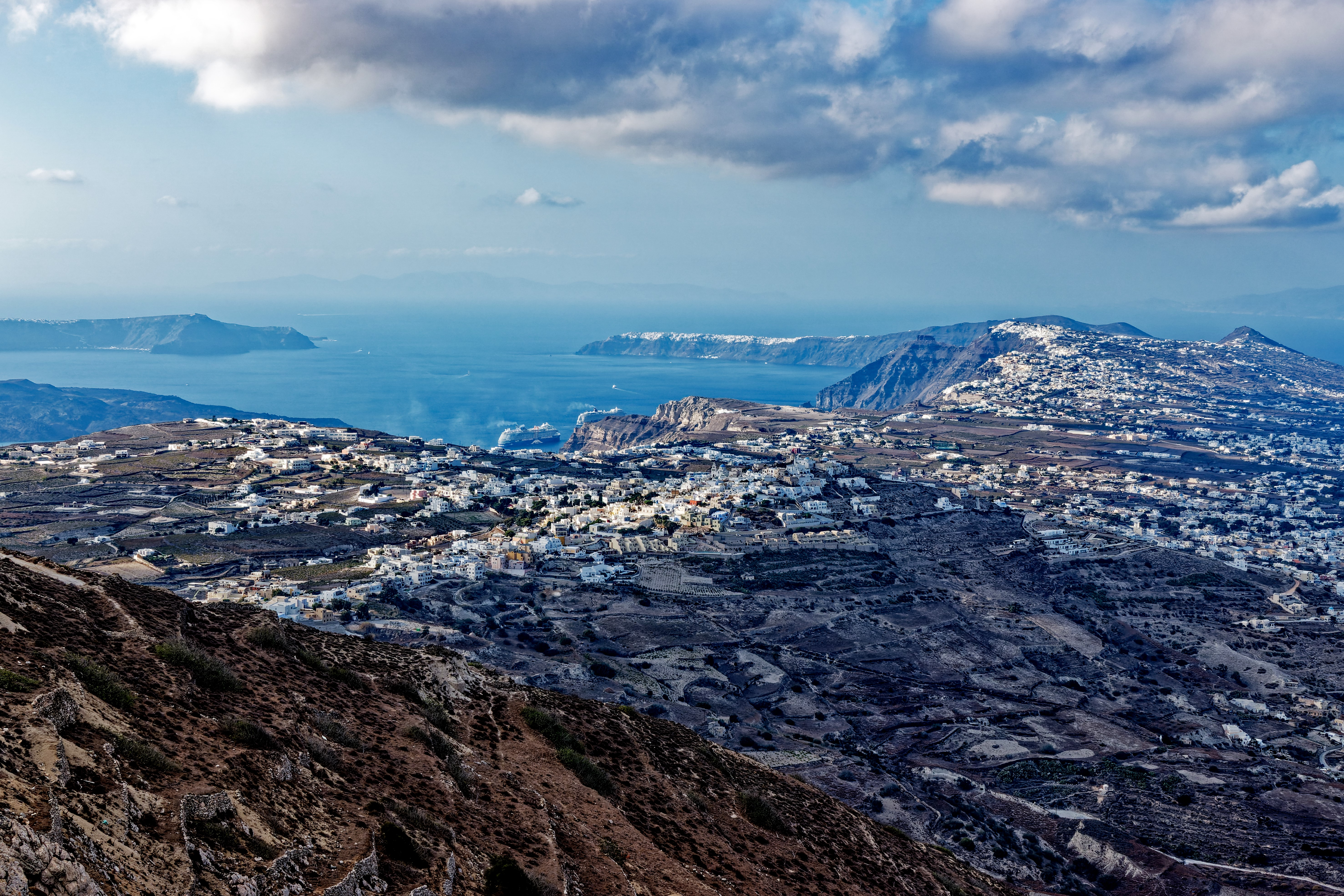
Aussicht vom Berg Profitis auf Santorin und die Caldera.

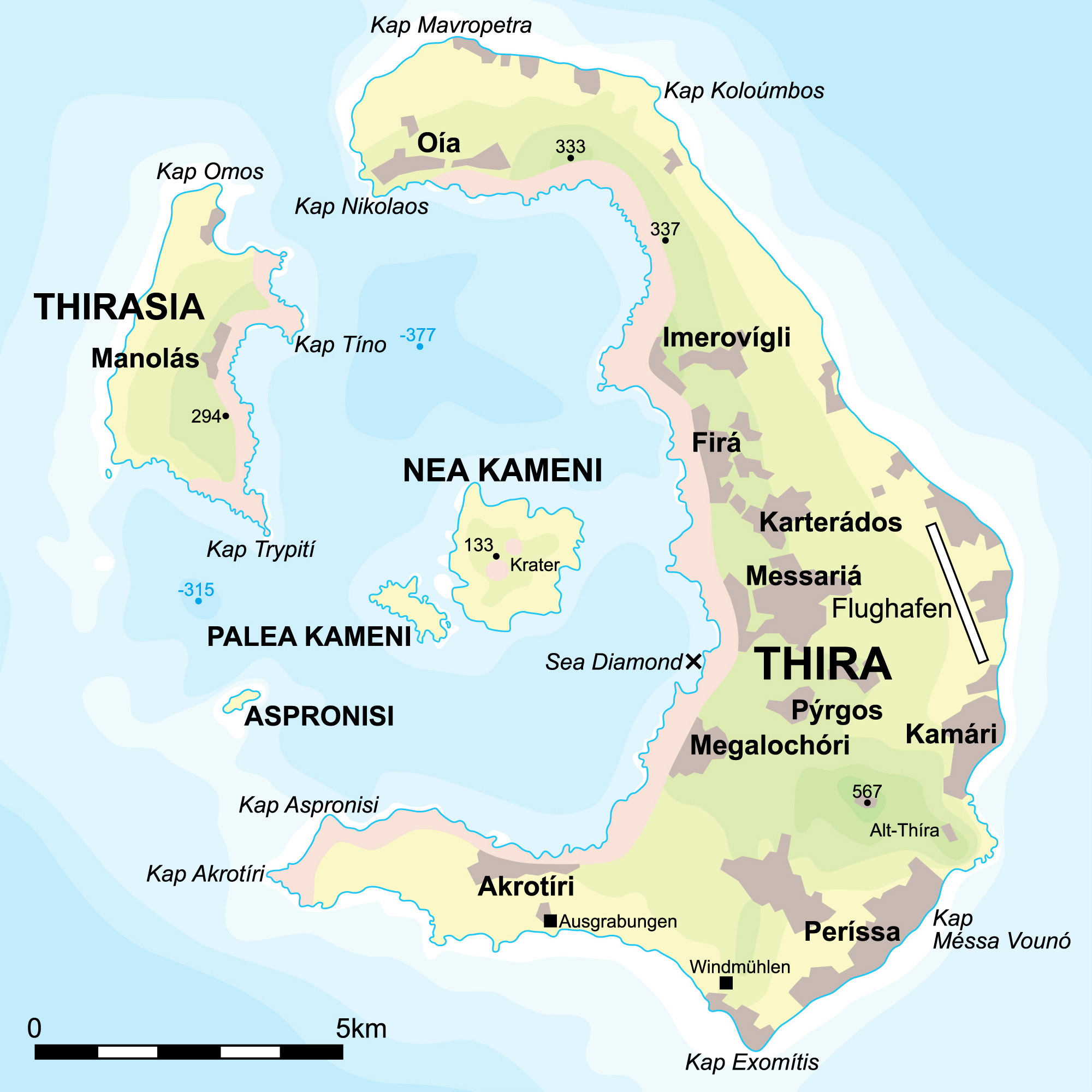
Santorin

Die Santorin-Inselgruppe liegt im südlichen Ägäischen Meer etwa 120 km nördlich von Kreta. Die nächstgelegenen Inseln sind Anafi 22 km östlich und Ios 19 km nördlich; Milos liegt etwa 77 km nordwestlich.
Die ringförmig angeordneten Inseln Thira, Thirasia und Aspronisi bilden den Rand einer vom Meer gefluteten Caldera, in deren Zentrum die Inseln Palea Kameni und Nea Kameni liegen. Der gesamte Archipel hat einen Durchmesser von etwa 16 km. Die Gesamtfläche beträgt rund 92,5 km². Aufgrund der geologischen Entwicklung gehören auch die Christiana-Inseln (südwestlich) und der Unterwasservulkan Kolumbos (nordöstlich) zum Santorin-Archipel.
Von der 150 bis 350 m hohen Caldera-Wand ist die Abdachung von Thira und Thirasia nach außen hin sanft. Lediglich im Südosten von Thira unterbricht das nicht-vulkanische Profitis-Ilias-Massiv, mit 567 m die höchste Erhebung des Archipels, diesen sanften Abfall. Vielerorts bildet ein breiter schwarzer Lavastrand den Übergang zum Meer. An anderen Stellen reicht die Bimsdecke bis ans Meer und bildet dann Steilküsten. Auf Thira mit Ausnahme des Profitis-Ilias-Massivs und auf Thirasia prägen tiefe Erosionsrinnen in der weichen Bimsdecke die Topographie, verursacht durch winterliche Regenfälle.
Die maximale Ausdehnung der sichelförmigen Hauptinsel Thira beträgt vom Kap Mavropetra (Ακρωτήριο Μαυρόπετρα Akrotirio Mavropetra) im Norden bis zum Kap Exomytis (Ακρωτήριο Εξωμύτης Akrotirio Exomytis) im Süden 17,4 km. Die Breite variiert zwischen 1,2 km im Norden bis etwa 6 km im Süden. Etwa 70 % der Inselfläche ist von teilweise massiven Bimssteinschichten bedeckt. Im Norden werden diese Schichten von älteren Vulkanen, im Süden von älteren Lavadomen unterbrochen. Jeweils 15 % entfallen auf Lava und Schlacken sowie auf das metamorphe Grundgebirge.
Die Caldera von Santorin umfasst eine Fläche von etwa 84,5 km², die Ausdehnung beträgt in Nord-Süd-Richtung etwa 11 km, in West-Ost-Richtung fast 8 km. Die absolute Höhe beträgt im Norden von Thira vom Meeresgrund etwa 700 m. Der Caldera-Boden besteht aus vier Teilbecken. Das nordöstliche Teilbecken erreicht eine Tiefe von nahezu 400 m und wurde vermutlich mit den Vorgängen der Minoischen Eruption gebildet.
| Name                                         | griechischer Name       | Fläche km² | Höhe | Lage                         |
| -------------------------------------------- | ----------------------- | ---------- | ---- | ---------------------------- |
| Thira                                        | Θήρα (f. sg.)           | 79,1940*   | 567  | 36° 24′ N, 25° 27′ O         |
| Thirasia                                     | Θηρασία (f. sg.)        | 9,2460*    | 295  | 36° 26′ 8″ N, 25° 20′ 21″ O  |
| Nea Kameni                                   | Νέα Καμένη (f. sg.)     | 3,3380*    | 127  | 36° 24′ 16″ N, 25° 23′ 50″ O |
| Palea Kameni                                 | Παλαιά Καμένι (f. sg.)  | 0,5250*    | 98   | 36° 23′ 52″ N, 25° 22′ 49″ O |
| Aspronisi                                    | Ασπρόνησι (n. sg.)      | 0,1420*    | 70   | 36° 23′ 1″ N, 25° 20′ 53″ O  |
| Agios Nikolaos                               | Άγιος Νικόλαος (m. sg.) | 0,003*0    |      | 36° 27′ 27″ N, 25° 22′ 20″ O |
| Kimina                                       | Κίμινα (n. pl.)         | 0,0005*    |      | 36° 25′ 2″ N, 25° 19′ 26″ O  |
| Karte mit allen Koordinaten : OSM \| WikiMap |                         |            |      |                              |

* Flächenangaben geschätzt

## Geologie
Im Pliozän vor etwa drei Millionen Jahren verursachten Bewegungen an den Plattenrändern den Einbruch und die Überflutung des Kykladen-Massivs. Am Südrand führte die Subduktion der Afrikanischen Platte unter die Ägäische Platte zum Aufschmelzen des Krustenmaterials und zur Bildung eines vulkanischen Inselbogens. Der Santorin-Archipel liegt im zentralen Bereich dieses sogenannten Kykladenbogens.

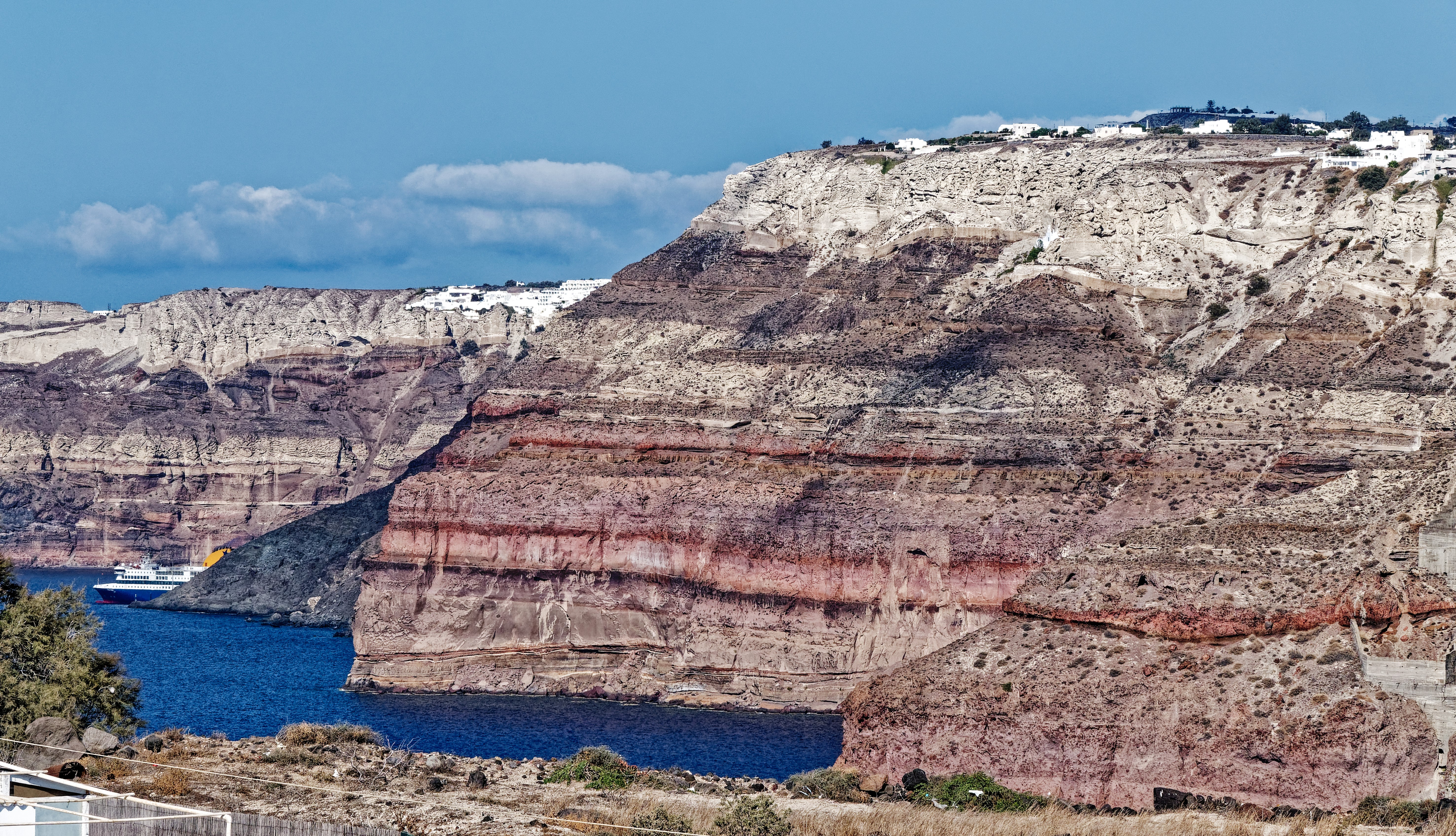
Die Caldera-Wand zeigt die Schichtung des vulkanischen Gesteins

Die Basis des Santorin-Archipels bildet ein nichtvulkanisches Grundgebirge aus obertriassischen Riffkalken, die teilweise in Marmor umgewandelt sind, und tertiären Phylliten. Bei Athinios ist im Obermiozän in diese metamorphen Gesteine Granit eingedrungen. Den Hauptteil des Santorin-Archipels bilden mehrere Vulkankomplexe, die das Grundgebirge teilweise überlagern.
Dieses Grundgebirge bildete als Rest des Kykladen-Massivs eine nicht-vulkanische Insel und reicht vom Profitis-Ilias-Massiv sowie den Gavrilos-Hügel im Südosten bis zur Caldera-Wand bei Athinios und dem Kap Thermia im Westen. Santorini liegt im Zentrum einer vulkanischen Kette, die sich von den Christiana-Inseln im Südosten über den Unterwasservulkan Kolumbos bis zur Kolumbo-Vulkankette im Nordosten erstreckt. Dieses ca. 60 km lange Vulkanfeld liegt in einer Schwächezone und ist in vier Phasen entstanden, die im späten Pliozän mit der Entstehung Christianas ihren Anfang nahmen. Seismische Studien zeigen, dass die vulkanischen Phasen in einem engen Zusammenhang mit der tektonischen Entwicklung der Schwächezone steht, die sich von Santorini bis zur Insel Amorgos im Nordosten zieht. Santorini ist dabei das Ergebnis der jüngeren Geschichte dieser Vulkankette, in der die Insel ihre Form und Größe wiederholt änderte.
Die vulkanische Tätigkeit auf Santorini setzte vor etwa 600.000 Jahren ein. Ein Eruptionszentrum südwestlich des Kykladen-Massivs bildete eine neue Insel (Akrotiri), die bestehende wurde teilweise überdeckt. Vor 500.000 Jahren entstand im Norden von Thira ein weiterer Vulkan (Peristeria), während durch weitere Aktivitäten im Süden die vulkanischen und die nicht-vulkanischen Inseln vereinigt wurden. Zwei gewaltige Eruptionen vor 200.000 und 180.000 Jahren förderten eine bis zu 70 m mächtige Bimssteinschicht und überlagerten die bisherigen Vulkane. Aufgrund der Entleerung der Magmakammer kam es zu einem vulkanotektonischen Einbruch und zur Bildung der ersten Caldera. Als Auslöser der Eruptionen wurde 2021 der gesunkene Meeresspiegel um einen Wert von 40 m unter dem heutigen Niveau identifiziert. Die dadurch verringerte Höhe der Wassersäule über der Magmakammer ließ den auf sie ausgeübten Druck sinken, sodass der Vulkan (ungehindert) ausbrechen konnte.
Insgesamt förderten zwölf explosive Eruptionen mit einem VEI-Wert von 5 oder höher (für die Minoische Eruption wird ein VEI-Wert von 7 diskutiert) in den vergangenen 200.000 Jahren die Hauptmenge der vulkanischen Produkte. Aktiven Phasen folgten Ruheperioden, anhand verkohlter Pflanzenreste konnte die Bodenbildung während längerer Ruhephasen nachgewiesen werden. Die Gestalt des Archipels veränderte sich mehrfach. Kräftigen Eruptionen folgte viermal die Bildung einer Caldera. Dieser wiederholte Wechsel von Vulkanbildung und vulkanotektonischen Einbrüchen ist heute im nördlichen Teil der Caldera nachweisbar. Infolge von drei explosiven Eruptionen entstanden die Skaros-Caldera vor weniger als 100.000 Jahren, die Kap-Riva-Caldera vor 21.000 Jahren und die heutige Caldera vor etwa 3600 Jahren, verursacht durch die Minoische Eruption. In deren Folgezeit setzten nahe dem Zentrum der Caldera unterseeische Eruptionen mit Lavaausflüssen ein und bauten in mehreren Phasen während der vergangenen 2200 Jahre den Kameni-Vulkan mit den gleichnamigen Inseln vom Caldera-Grund in 500 m Meerestiefe auf.
Mit drei Ausbrüchen im 20. Jahrhundert ist der Kameni-Vulkan der aktivste Vulkan (neben Nisyros) im östlichen Mittelmeer.

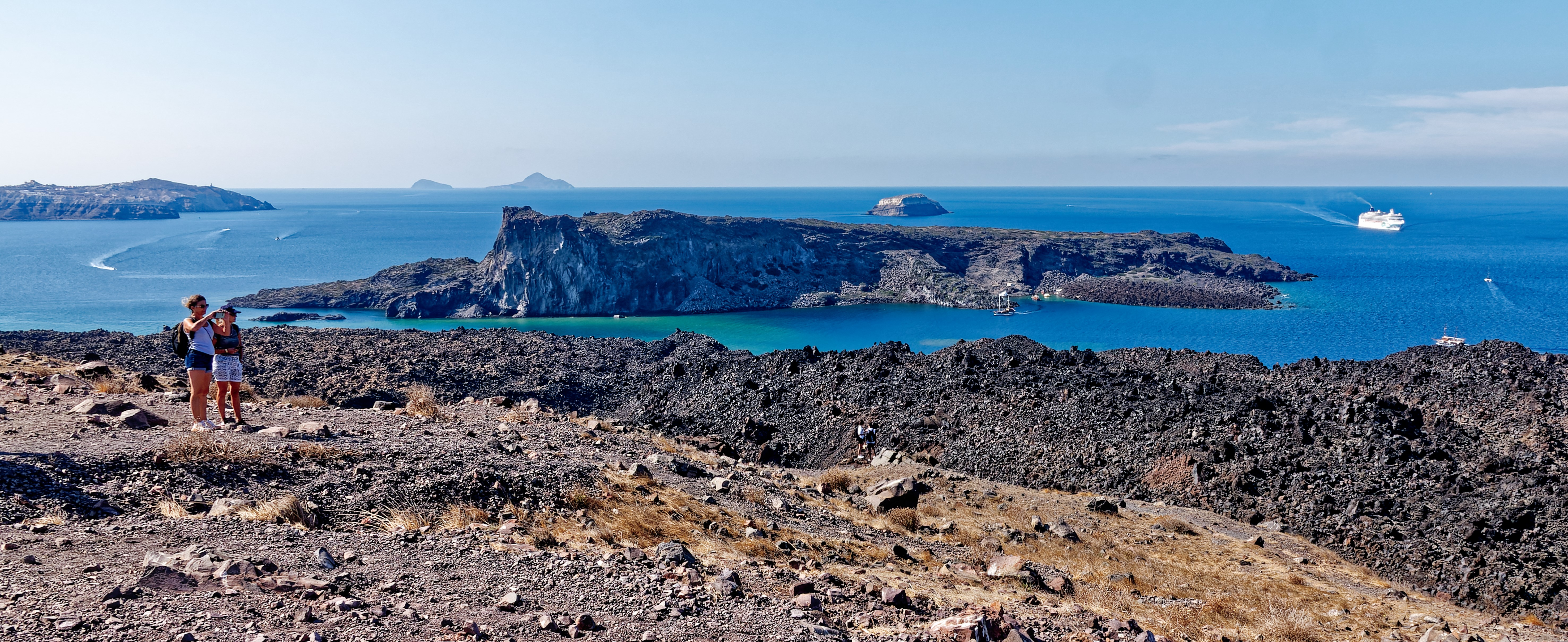
Blick von der Insel Nea Kameni auf Palea Kameni.

### Historische und aktuelle Beobachtung der Vulkanaktivitäten

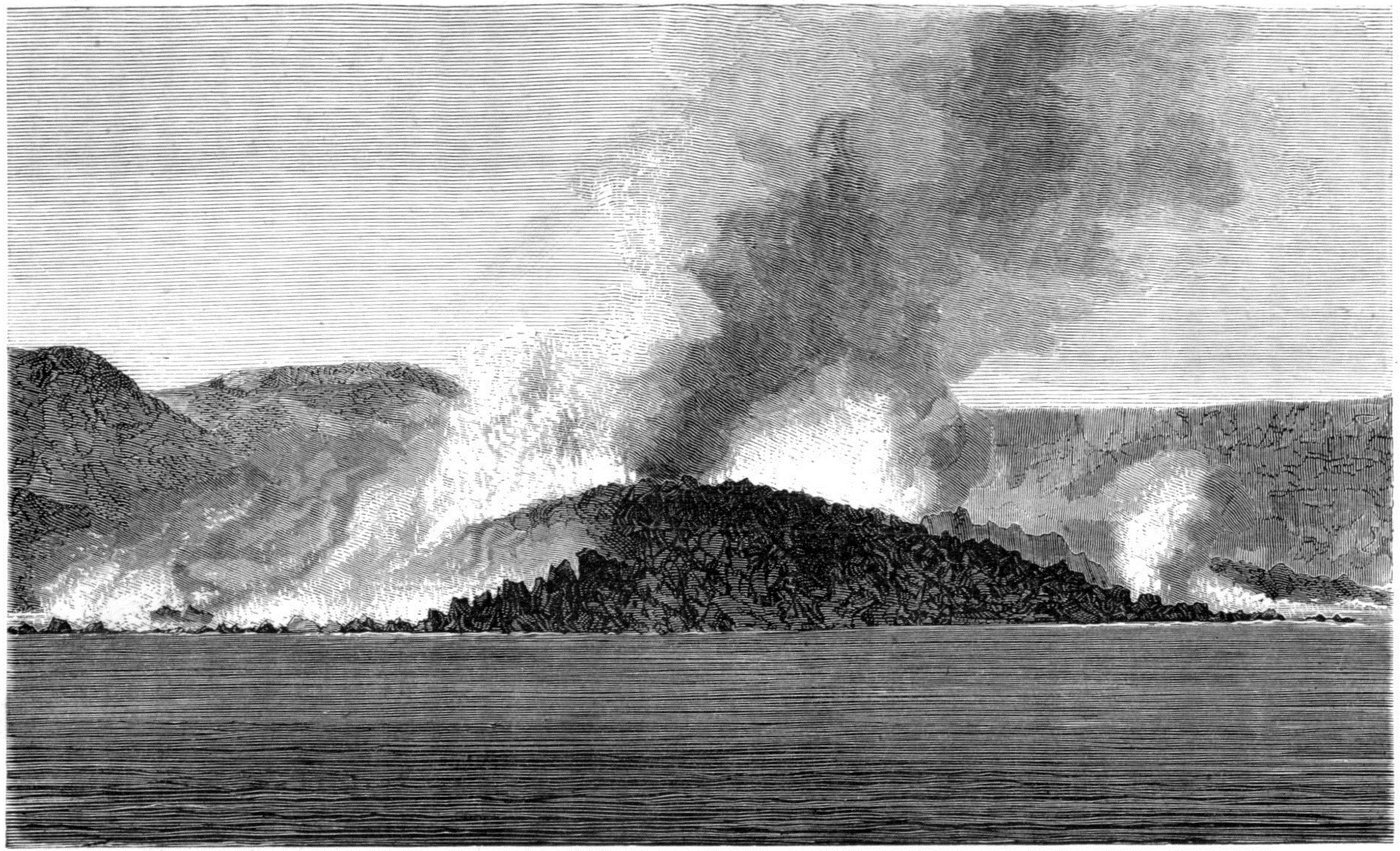
Vulkanische Aktivität auf Nea Kameni im 19. Jahrhundert

Von vulkanischen Aktivitäten in der Caldera von Santorin und der Entstehung der Kameni-Inseln berichten bereits antike Gelehrte wie Strabon, Plutarch und Pausanias; zahlreiche Beobachtungen sind überliefert. Die Beschreibungen der Entstehung von Nea Kameni ab 1570 sind besonders gut bekannt. Der französische Geologe Ferdinand André Fouqué verfolgte 1866 mehrere Monate lang die Ausbrüche von Nea Kameni und verfasste darüber eine Monographie. Hans Reck gab 1936 ein dreibändiges Werk über die Eruptionsperiode von 1925 bis 1928 heraus.
Die älteren Inseln Thira und Thirasia fanden dagegen lange Zeit kaum Beachtung. Die Entdeckung und Ausgrabung von Akrotiri warf erste Fragen auf; seit den 1960er Jahren wird die Entstehung der älteren Inseln international erforscht.
Im Sommer 1995 nahm das Institut für Studium und Observation des Santorini Vulkans (I.S.M.O.SA.V.) im Rahmen eines von der EU finanzierten Forschungsprogramms zur Vulkanüberwachung die Arbeit auf. Eine Gruppe von Forschern um Andrew Newman errichtete seit 2006 ein Netz aus zehn Seismographen und rund 20 GPS-Stationen.
Im Februar 2025 begann ein Schwarm mit mehreren tausend Erdbeben im Meeresgebiet zwischen der Hauptinsel Thira und der nordöstlich gelegenen Insel Amorgos im Umkreis des untermeerischen Vulkans Kolumbos. Seismologen befürchten ein Hauptbeben; daher verließen mehr als 10.000 Menschen die Insel. Ein Beben in der Nacht vom 3. auf den 4. Februar 2025 erreichte die Stärke von 4,9, am Abend des 5. Februars wurde ein weiteres Beben der Stärke 5,2 gemessen, das auch in Athen zu spüren war. 
Diese Beben erfolgten kurz nacheinander, was auch deshalb Besorgnis erregt, weil hierdurch der Vulkan Kolumbos aktiviert werden könnte, was zusätzlich zum möglicherweise bevorstehenden Hauptbeben Schäden hervorrufen würde. Aufgrund der anhaltenden seismischen Aktivitäten beschloss die Griechische Zivilschutzbehörde, für die Gemeinde Thira bis zum 3. März 2025 einen Ausnahmezustand auszurufen.

### Mineralien und seltene Gesteine
Durch seinen vielfältigen geologischen Aufbau ist Santorin reich an unterschiedlichen Gesteinen, die jeweils interessante Mineralien enthalten können.
In den vulkanischen Gesteinen Basalt, Dazit, Bims und Tuff gibt es Gasblasen, die Hohlräume zur Bildung von Mineralien anboten. Darin findet man unter anderem Quarzkristalle und Zeolithe (Natrolith, Chabasit).
In Vulkangesteinen, die hydrothermal verändert wurden und silikatreich sind, findet man Chalcedon, Quarz, Achat und Opal (meist als Hyalit).

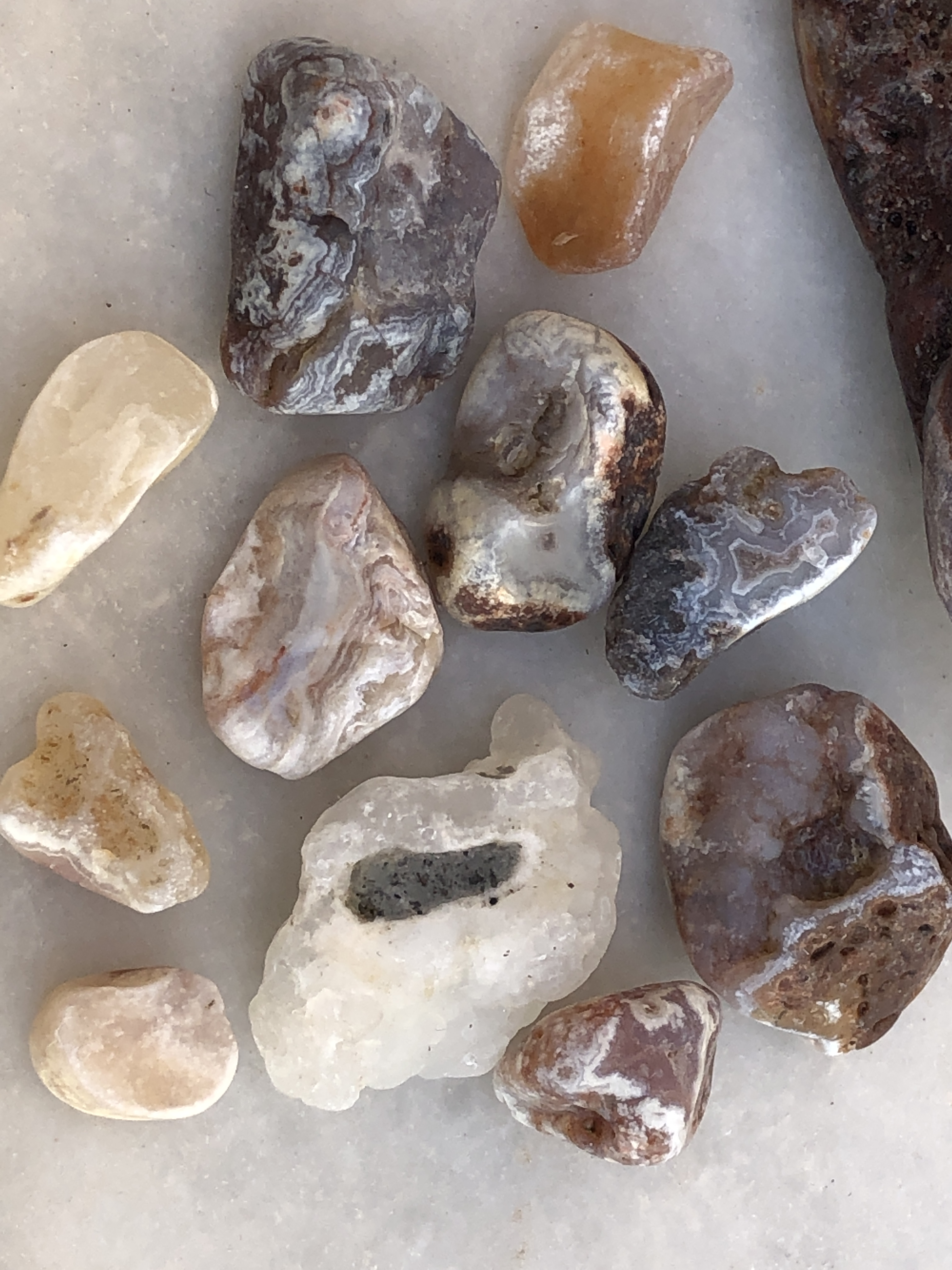
Kleine Achate und Chalcedone gefunden am Roten Strand bei Akrotíri

Sehr selten können Nebengesteine in eine Magmakammer geraten sein und wurden dort kontaktmetamorph überprägt, wobei Skarn entsteht. Darin findet man Granat und Pyroxen-Kristalle (bis 3 cm).
Im Bereich der älteren Grundgesteine, die zum Beispiel am Hafen Athinios zu finden sind (Schiefer, Marmor und Dolomit), gibt es Vererzungen, die an alte tektonische Störungen gebunden sind. Diese sind durch deutliche schwarze oder rötliche Adern erkennbar. Dort gibt es folgende Mineralien:
Galenit/Bleiglanz (bis zu 3 cm große Einsprenglinge), Cerussit, Linarit (sehr selten), Malachit, Dolomit-Kristalle, Kupferkies (meist als limonitisierte Pseudomorphosen).

### Fossilien

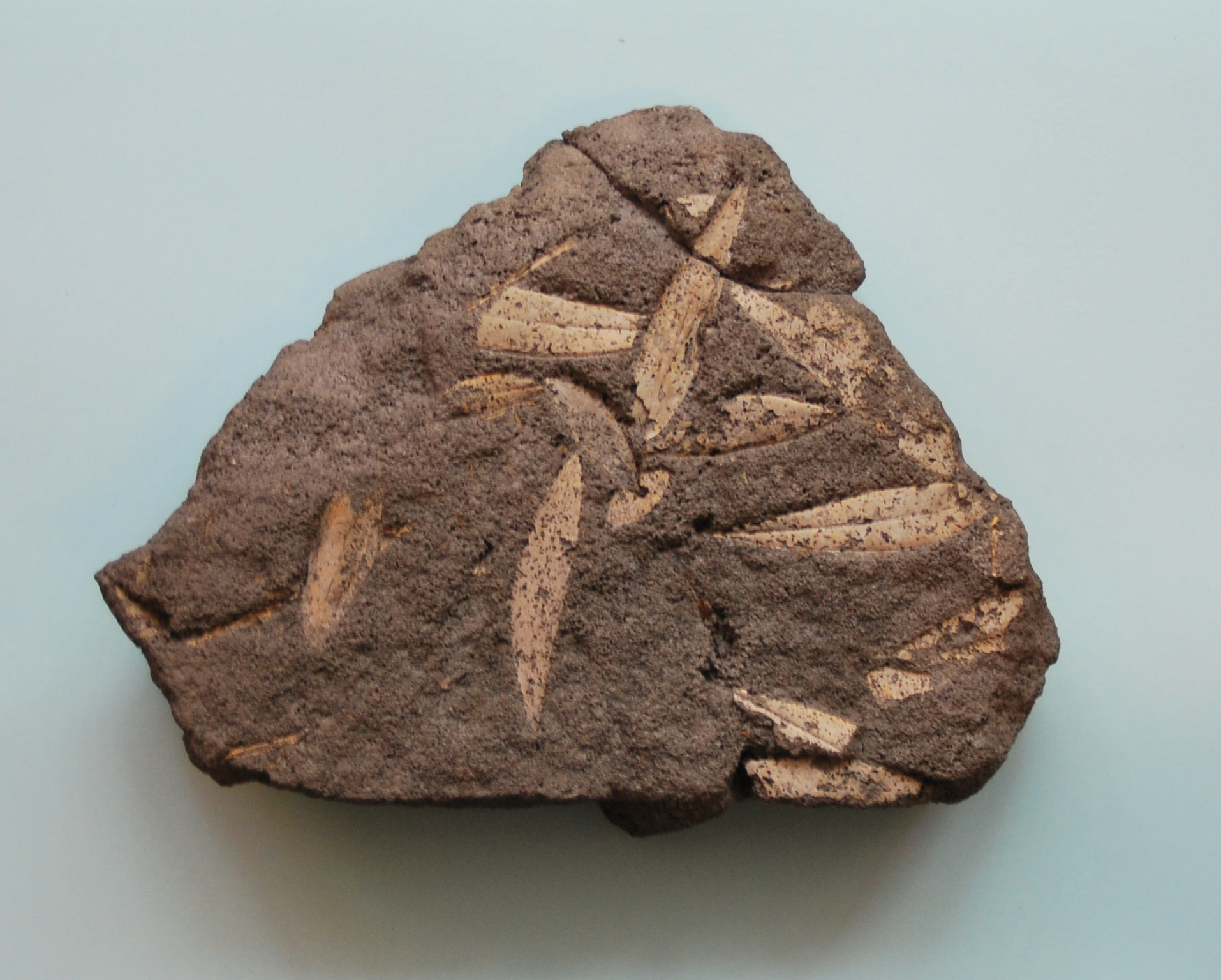
54.000 Jahre alte fossile Blattabdrücke von Olea europaea. Fundort: Fira/Santorin

In den Ascheschichten der Vulkanausbrüche haben sich manchmal Pflanzenreste erhalten, die bis vor kurzem im ehemaligen Bimssteinbruch bei Thira zu finden waren. Dazu gehörten Palmblätter, Terebinthenblätter und Olivenblätter. Diese Funde sind etwa 30.000 bis 60.000 Jahre alt. Derzeit wird die Fundstelle, die eigentlich ein schützenswertes Naturdenkmal von höchster Bedeutung ist, mit Müll zugeschüttet.
Die jüngsten Fossilien befinden sich in der Grenzschicht zur minoischen Vulkaneruption. Zum Beispiel hat Tom Pfeiffer dort einen verkohlten Olivenbaum gefunden, der bei der Datierung der minoischen Katastrophe half.
Viel älter sind dagegen die Fossilien am Profitis-Iias-Gipfel aus der Kreidezeit, wobei es dort hauptsächlich eine Tiefseefauna aus der Zeit um etwa 120 bis 150 Millionen Jahren gibt, beispielsweise mit Hippuriten.

## Klima

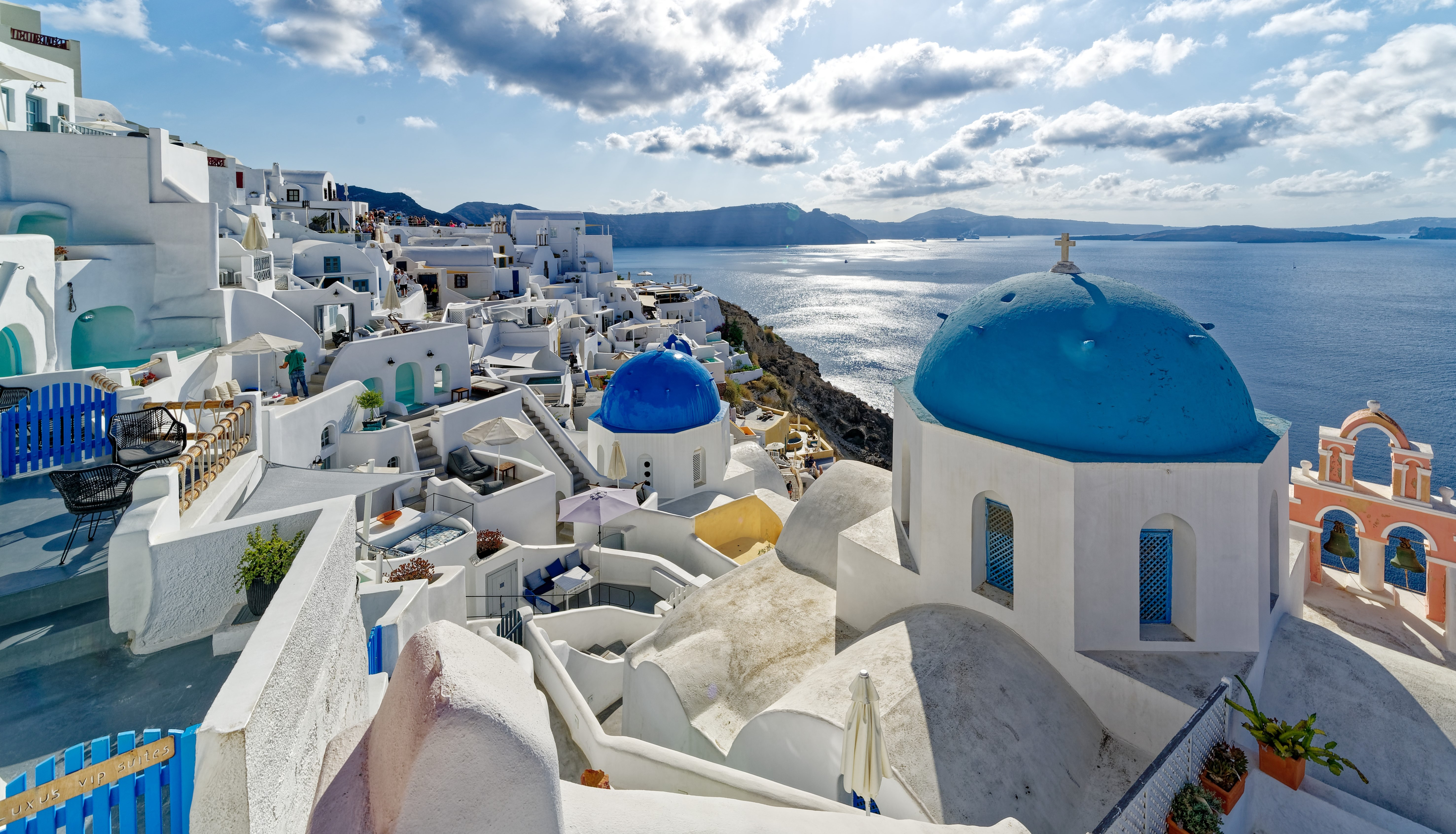
Der Ort Ia, 2023

Santorin weist (wie die Kykladen allgemein) die meisten Sonnenstunden in Griechenland auf. Während der Sommermonate Juni bis September sind kaum mehr als ein Regentag je Monat zu verzeichnen. Die durchschnittlichen Tagestemperaturen reichen im August bis zu 29 °C, die Wassertemperaturen erreichen den Höchststand von 25 °C ebenfalls im August. Die Hauptregenzeit fällt in die Zeit von Dezember bis Februar mit bis zu durchschnittlich neun Regentagen je Monat. Die Lufttemperaturen fallen bis auf durchschnittlich 11 °C in dieser Zeit.

## Natur
Santorin liegt im Bereich des Winterregenklimas. Die Sommer sind von Trockenheit geprägt. Einen Feuchtigkeitsausgleich in Form von Taubildung schafft der regelmäßige, trockene und kühle Meltemi in Verbindung mit Verdunstung über dem umgebenden Meer. Mit Ausnahme der Steilküste nimmt auf Santorini Kulturland etwa 80 % der Inselfläche ein. Der Hauptteil entfällt auf Weinberge mit weitläufigen Terrassen und Trockensteinmauern. Kleinere Einheiten dienen dem Anbau von Gemüse und Obst für die Selbstversorgung. Wassermangel ist der begrenzende Faktor. Ganzjährige Wasserläufe existieren nicht. Ungünstige Standorte oder Brachflächen werden teilweise beweidet.
Trotz der vulkanischen Vergangenheit zeigt Santorin keine Verarmung von Flora und Fauna. Die Artenzahlen sind mit anderen Inseln der südlichen Ägäis vergleichbar. Die Möglichkeit zur Dokumentation von Einwanderungs-, Etablierungs- und Aussterbeprozessen bieten die Inseln in der Caldera.

### Flora
Seit fast 200 Jahren wird die Flora von Santorin von zahlreichen Forschern untersucht und ist daher relativ gut bekannt. Erste Grundlagen schuf Theodor von Heldreich Ende des 19. Jahrhunderts. Mit damals 240 verzeichneten Arten wurde die Flora als verarmt eingestuft. Nach moderner Auffassung wird die Inselgruppe als floristisch nicht gesättigt angesehen, von einem Anstieg der Artenzahl infolge eines andauernden Einwanderungsprozesses wird ausgegangen. Bisher wurden auf dem Santorini-Archipel insgesamt über 550 Arten von Farn- und Samenpflanzen, auf Palea Kameni 178 Arten und auf Nea Kameni 156 Arten nachgewiesen. Etwa 95 % der Pflanzenarten von Palea und Nea Kameni kommen ebenfalls auf den älteren Ringinseln vor, die Zuwanderung von dort wird vermutet.
Gehölzbildende Pflanzen sowie Olivenkulturen fehlen fast vollständig. Die Vegetation besteht zu etwa 97 % aus der typischen Phrygana in unterschiedlicher Kombination auf fast allen älteren Brachen, der Übergang auf jüngere Brachen ist nahtlos. Diesen Lebensraum bestimmen nur wenige Strauch bildende Arten wie Sarcopoterium spinosum, Coridothymus capitatus, Cistus creticus und Thymelaea hirsuta. Einige Phrygana-Standorte werden von Neophyten wie Opuntia ficus-indica, Agave americana oder dem auffällig gelb blühenden Aeonium arboreum dominiert. Auf sandigen und steinigen Habitaten, vor allem in Küstennähe sind mehrere Arten aus der in Südafrika beheimateten Familie der Mittagsblumengewächse ausgewildert, so u. a. Aptenia cordifolia, Delosperma cooperi, Carpobratus acinaciformis, Carpobratus edulis, Lampranthus sp., Malephora purpureocrocea, Mesembryanthemum crystallinum oder Mesembryanthemum nodiflorum. Auf den Kalksteinhängen des nördlichen Profitis Ilias und des Gavrilos ist die Artenzusammensetzung vielfältiger. Die Gipfelregion des Profitis Ilias ist reich an Geophyten und Flechten. An extreme Standorte der Bimssteinschicht ist Helichrysum sp. angepasst.
Besonders gut erforscht ist die Flora von Nea Kameni, sieben Sammelreisen seit 1911 erbrachten insgesamt 156 Arten von Farn- und Samenpflanzen. Durch Vulkanausbrüche in der ersten Hälfte des 20. Jahrhunderts wurden die Bestände mehrmals dezimiert. Die tatsächliche Artenzahl liegt bei 130 Arten (1987). Entsprechend der vulkanischen Aktivitäten des 20. Jahrhunderts haben sich an unterschiedlichen Standorten verschiedenartige Pflanzengesellschaften entwickelt. Die dauerhafte Zuwanderung von Arten und Entwicklung begleitet ein Verdrängungsprozess von Pionierpflanzen. Abgesehen von einigen Ficus-carica-Bäumen, welche die vulkanischen Aktivitäten des 20. Jahrhunderts überlebten, prägen dichte Horste von Hyparrhenia hirta und die einjährige Lupinus angustifolius die steppenähnliche Vegetation. Der Entwicklungsbeginn einer Strauchvegetation ist seit Mitte der 1980er Jahre zu beobachten. Etabliert hat sich Atriplex halimus, erste Sämlinge von Pistacia lentiscus wurden nachgewiesen.
Von Palea Kameni sind 178 Arten von Farn- und Samenpflanzen bekannt. Die immergrüne Hartlaubvegetation, dominieren niedrige, windgeformte Büsche von Pistacia lentiscus begleitet von einigen Ballota acetabulosa, Calicotome villosa und Prasium majus, durchsetzt von Therophyten. In der Spritzwasserzone hat sich eine salzliebende Pflanzengesellschaft etabliert, die von Atriplex-halimus- und Lycium-intricatum-Sträuchern dominiert wird. Die Südostspitze wird von einer offenen niedrigwachsenden Limonium-graecum-Gemeinschaft besiedelt. Vereinzelte Farngesellschaften in unterschiedlicher Zusammensetzung wie Asplenium obovatum und Polypodium cambricum besetzen den Lebensraum hauptsächlich zwischen schattigen Felsspalten an der Nordküste und in der Mitte. Die nahezu nackten Felsen im Nordwesten werden zunehmend von Süden her besiedelt, inzwischen auch von ausdauernden Pflanzen wie Atriplex halimus, Helichrysum italicum, Hyparrhenia hirta, Phagnalon graecum und Pistacia lentiscus.

### Fauna
Eine vollständige Aufnahme der Tierarten liegt nicht vor. Fünf Säugetierarten sind von Santorin bekannt. Neben Hausratte, Hausmaus und Wildkaninchen sind dies auch der Südliche Weißbrustigel sowie eine nicht näher identifizierte Fledermausart.
Die Reptilienfauna Santorins ist artenärmer als die von Kykladeninseln vergleichbarer Größe, sie besteht aus nur fünf Arten. Die geringe Artenzahl und das Fehlen von Amphibien und Schildkröten sprechen für einen ozeanischen Charakter der Inselfauna. Podarcis erhardii naxensis eine Unterart der Kykladen-Mauereidechse kommt auf den großen Inseln Thira, Thirasia sowie den Kaimeni-Inseln vor. Die beiden Geckoarten Europäischer Halbfinger und Ägäischer Nacktfinger sind von Thira und letztere auch von Thirasia bekannt. Auf Thira existieren die Europäische Katzennatter und die Leopardnatter, weitere Arten wie die Balkan-Springnatter und die Vierstreifennatter werden vermutet. Der endemische Santorin-Walzenskink Chalcides moseri konnte seit der Erstbeschreibung 1937 nicht mehr nachgewiesen werden.
Zwischen 1905 und 1987 wurden auf Santorin nahezu 100 Vogelarten beobachtet, die meisten davon sind Durchzügler. Als Brutvogel sind die neun Arten Turmfalke, Chukarhuhn, Silbermöwe, Felsentaube, Haubenlerche, Samtkopf-Grasmücke, Haussperling, Kolkrabe und Nebelkrähe bekannt, weitere wie Steinkauz, Bienenfresser, Bachstelze, Weißbartgrasmücke, Mittelmeer-Steinschmätzer, Blaumerle und Feldsperling werden als Brutvogel vermutet.
In der oberhalb von Kamari gelegenen Zoodochos-Höhle wurde die endemische Assel Schizidium beroni nachgewiesen. Die Art ist in der Roten Liste Griechenlands als vom Aussterben bedroht (CR – Critically Endangered) eingestuft.

### Naturschutz

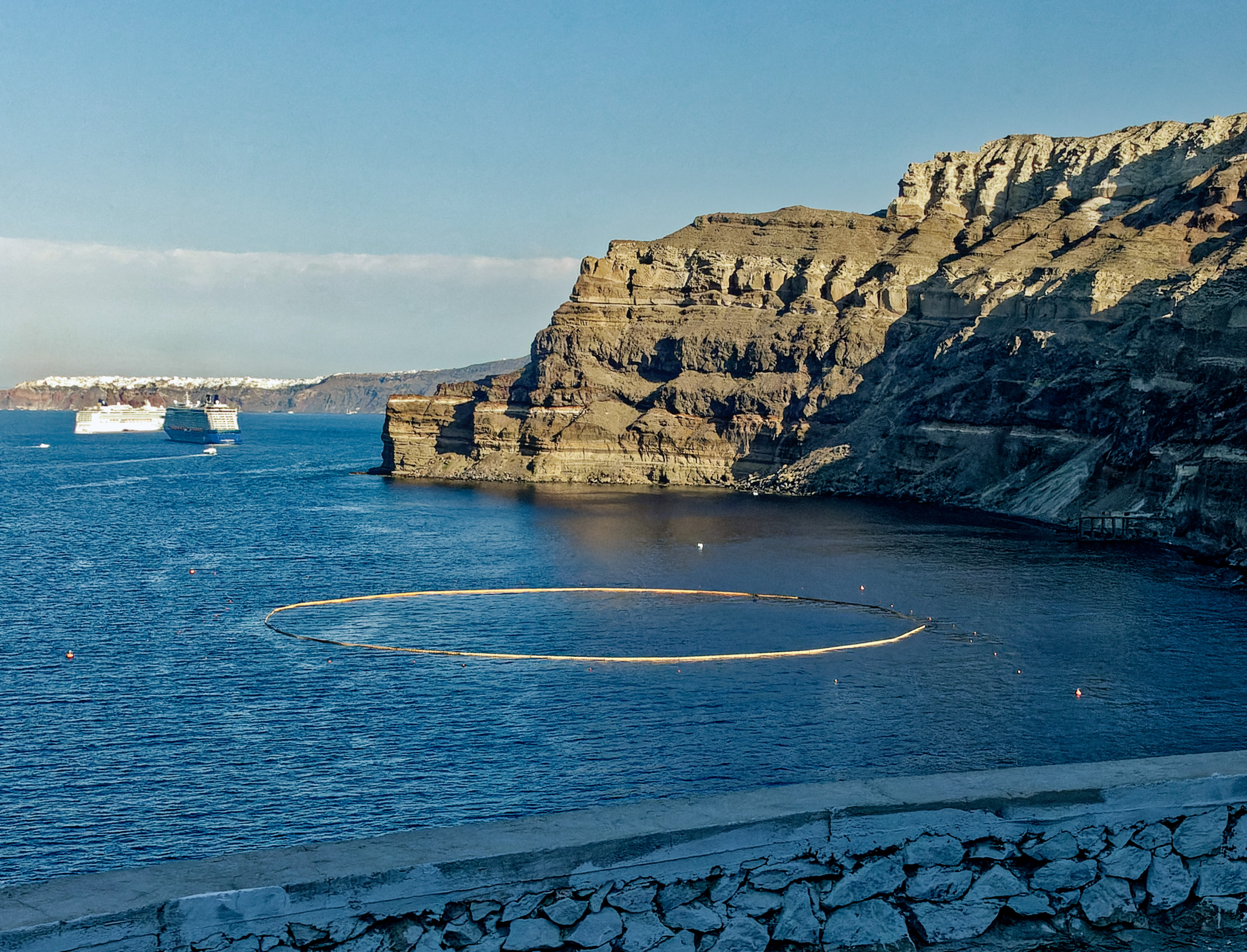
Ölsperren über dem Wrack der Sea Diamond (2023)

Die Inseln Nea und Palea Kameni sowie das Profitis-Ilias-Massiv wurden als GR4220003 Santorini: Nea und Palea Kameni – Profitis Ilias (Σαντορίνη: Νέα και Παλαιά Καμένη – Προφήτης Ηλίας) in das Natura-2000-Netz der Europäischen Union aufgenommen.

### Umweltprobleme
Die Müllentsorgung bereitet große Probleme. Müll und Schrott werden in die ehemaligen Bimssteinbrüche gekippt. Dadurch werden einmalige Fundorte fossiler Pflanzen und archäologische Reste für immer zerstört. Der steigende Verkehr mit Mietwagen und Motorrädern belastet die Inseln mit Lärm, Abgasen und Schrott. Eine rege Bautätigkeit zerstört das Landschaftsbild und wichtige natürliche Ressourcen. Das am 6. April 2007 vor Thíra gesunkene Kreuzfahrtschiff Sea Diamond wurde am 24. Juni 2008 durch die EU-Kommission zu Müll erklärt, aber bis heute nicht geborgen.

## Namen der Insel
Nach der Sage entstand die Insel aus einem Klumpen Erde, der von Euphemos ins Meer geworfen wurde. Die Insel soll zunächst den Namen Καλλίστη Kallístē (die Schönste, bei Pausanias und Herodot überliefert) getragen haben und von Phöniziern bewohnt gewesen sein. Laut Pausanias gründete Theras, Sohn von Autesion, acht Generationen später eine spartanische Kolonie und benannte sie nach sich selbst: altgriechisch Θήρα Thḗra, was als „die Wilde“ wiedergegeben werden kann. Aber auch andere griechische Herleitungen sind möglich: Aus θερίζω therízo „Sommersaat einbringen, ernten“, aus θέρος théros „Hitze, Sommer“ oder aus θήρ thḗr „wildes Tier“, von dem sich der Name der Göttin Potnia Theron ableitet – die „Herrin der wilden Tiere“. „Die Wilde“ könnte die Herkunft des Namens durch dorische Siedler im 11. Jahrhundert v. Chr. wiedergeben. Umgekehrt wird der Vorname Therese mit einer Herkunft von dieser Insel in Verbindung gebracht: „die von Thera kommt“ oder „Bewohnerin von Thera“.
Auch der Name Στρογγύλη Strongýle („die Runde“), der bei Plinius überliefert ist, wurde auf die Insel bezogen. Wahrscheinlich meinte er jedoch eine andere Vulkaninsel mit dem Namen, nämlich Stromboli. Zudem gibt es Vermutungen, dass die auf Tafeln in Knossos gefundene Bezeichnung qe-ra-si-ja eine in Santorin verehrte Göttin bezeichnet, die als Qe-ra-si-ja (Therasia, „die Göttin von Thera“) auch in Kreta verehrt wurde. Somit wäre der Name Thera älteren, vielleicht vorgriechischen Ursprungs.

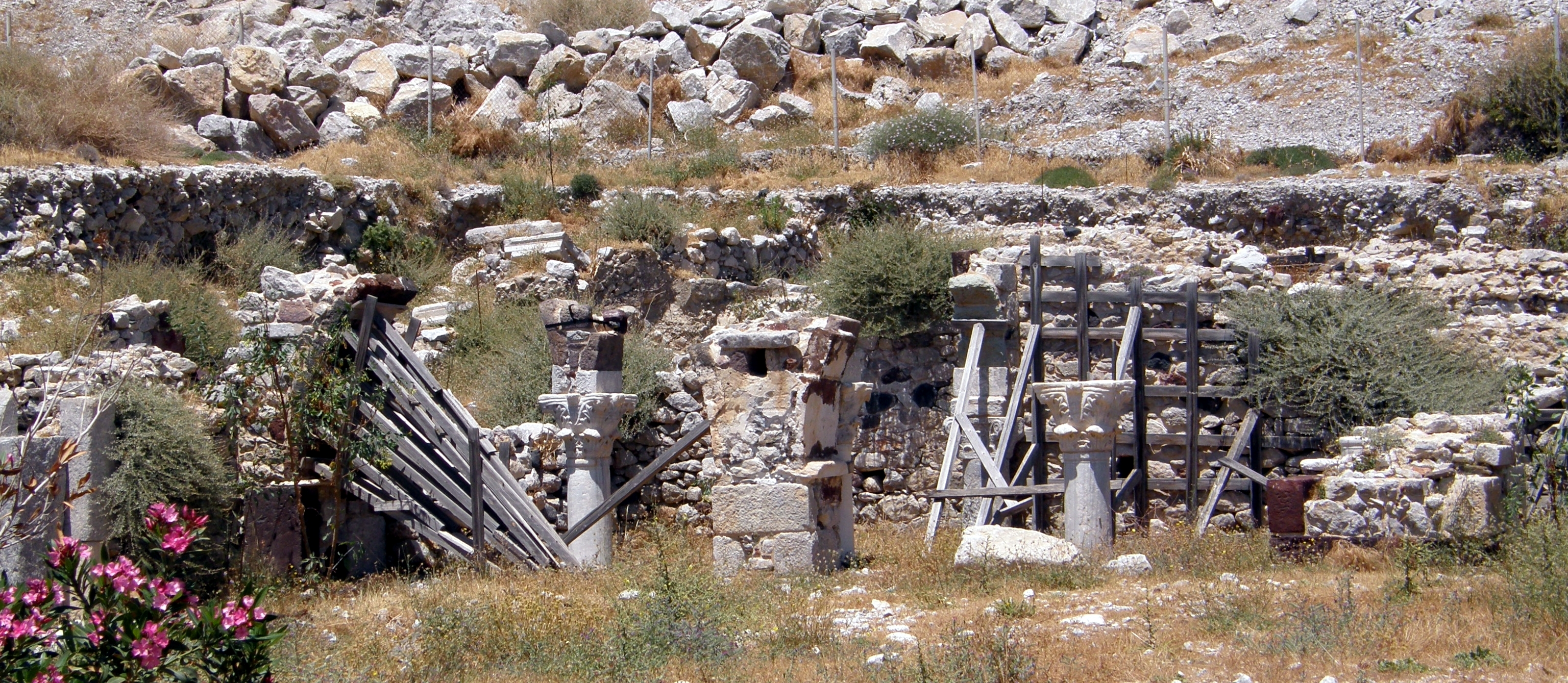
Ausgrabung der Basilika der Heiligen Irene am Rand des heutigen Perissa

Die Venezianer nannten die Insel im 12. Jahrhundert Santa Irini, nach einer der Heiligen Irene (italienisch Santa Irene, mittelgriechisch Άγια Ειρήνη Aja Irini) geweihten frühchristlichen Basilika beim heutigen Perissa, die vermutlich der von Claudius Ptolemäus beschriebenen historischen Siedlung Eleusis entsprach. Daraus wurde später Santorini, was im Deutschen analog zu Athen und Turin ohne Endvokal als Santorin wiedergegeben wurde.
Die Türken nannten die Insel Degelmenik, was so viel wie „wir kommen nicht zurück“ bedeutet; der Grund war die Furcht vor dem Vulkan.
Nach der Gründung des modernen Griechenland erhielt die Insel wie viele Orte wieder ihren antiken Namen; die außerhalb Griechenlands bekanntere Bezeichnung Santorin wird jedoch weiter benutzt.

## Geschichte

### Minoische Zeit
Im Jahr 1867 wurden auf Santorin erstmals Ruinen aus minoischer Zeit (der Begriff „minoisch“ war damals noch nicht gebräuchlich, sondern wurde erst von Arthur Milchhoefer geprägt) vom französischen Geologen Ferdinand André Fouqué gefunden. Die Mauerreste wurden damals als Bauernhäuser gedeutet, die zu einem bescheidenen minoischen Außenposten gehörten.

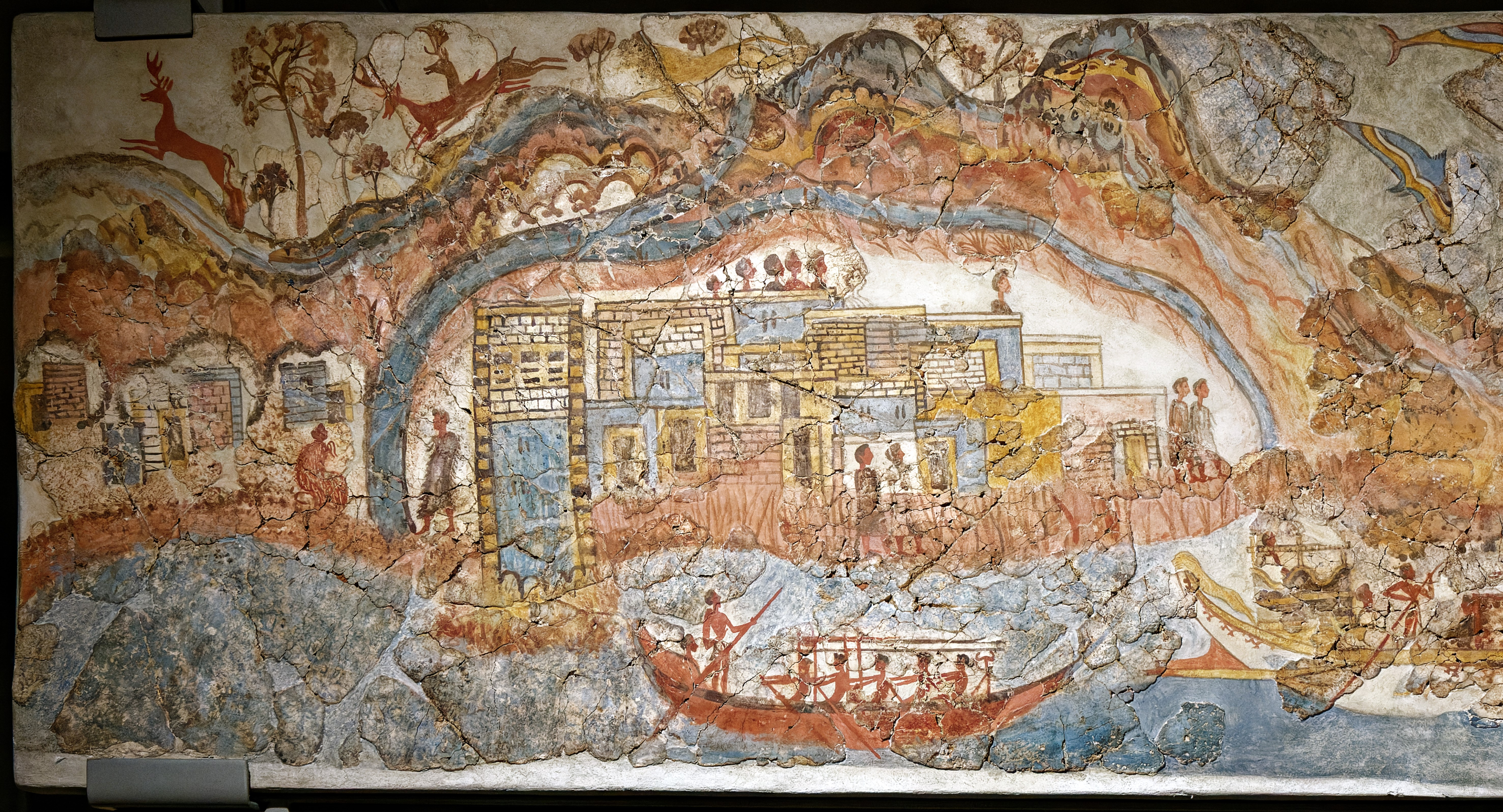
Minoische Stadtansicht, Teil eines Freskos aus Akrotiri, späte Bronzezeit

Genau einhundert Jahre später grub der griechische Archäologe Spyridon Marinatos bei Akrotiri und fand unter meterdicken Ascheschichten eine nahezu perfekt erhaltene bronzezeitliche Stadt mit Überresten von Gebäuden, Straßen und Plätzen. Die ersten Spuren von Besiedlung stammen aus dem 5. Jahrtausend v. Chr., der Jungsteinzeit. Im frühen 2. Jahrtausend v. Chr. wurde Thera zu einem der bedeutendsten Häfen der Ägäis. Objekte aus Zypern, Syrien und Ägypten lassen auf ein weites Handelsnetz schließen. Den hohen Grad der Zivilisation bezeugen die an eine Kanalisation angeschlossenen Baderäume, die vielfältigen Handwerke und nicht zuletzt die faszinierenden 3500 Jahre alten Fresken. Um bzw. kurz vor 1500 v. Chr. – oder, falls sich das unten diskutierte Datum bestätigt, zwischen 1620 und 1600 v. Chr. – scheint die Epoche des blühenden minoischen Hafens auf Thera beendet.
Datum und Folgen des letzten großen Vulkanausbruchs sind bis heute Gegenstand der wissenschaftlichen Debatte. Populär war die erstmals von Auguste Nicaise formulierte Theorie, der Ausbruch des Santorin habe die minoische Kultur etwa um 1500 v. Chr. ausgelöscht. Doch die Theorie vom Zusammenhang des Untergangs der Kultur der Minoer mit einem Vulkanausbruch auf Thera kam ins Wanken, als minoische Keramik genauer typologisiert und datiert wurde. Auf Kreta gibt es noch Keramikstufen, die sich auf Thera nicht fanden. Folglich fand der Ausbruch mit der Verschüttung der minoischen Siedlung Akrotiri mindestens ein halbes Jahrhundert vor dem Zusammenbruch der minoischen Kultur statt.

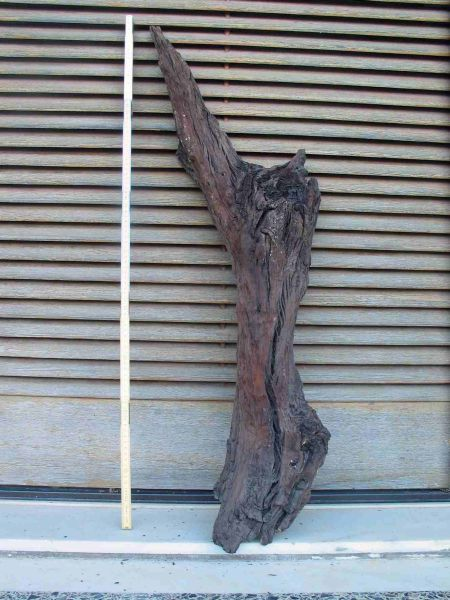
Ast eines Olivenbaums aus der Bimsschicht der Minoischen Eruption

Naturwissenschaftliche Methoden wie die Untersuchung der Eisschichten auf Grönland, C14-Daten von Samen aus den Zerstörungsschichten (VDL) auf Santorin selbst und dendrochronologische Untersuchungen sowie C14-Datierungen von Jahresringen zweier Olivenbaumäste, die beim Vulkanausbruch unter einer 60 Meter hohen Bimsschicht begraben wurden, ergaben Daten, die um nahezu 100 Jahre früher liegen, also um 1613 v. Chr. ± 13 Jahre. Danach gab es einen friedlichen Kulturzusammenhang zwischen den Minoern und dem beginnenden Neuen Reich in Ägypten, während nach der physikalischen Datierung des Santorinausbruchs die von Asche begrabenen Schichten mit der Hyksoszeit korrelieren müssten, was sich archäologisch bisher nicht nachweisen ließ. Ein direkter Zusammenhang zwischen der Eruption und dem Zusammenbruch der minoischen Kultur (etwa 1450 v. Chr.) existiert auch nach den archäologischen Erkenntnissen nicht.

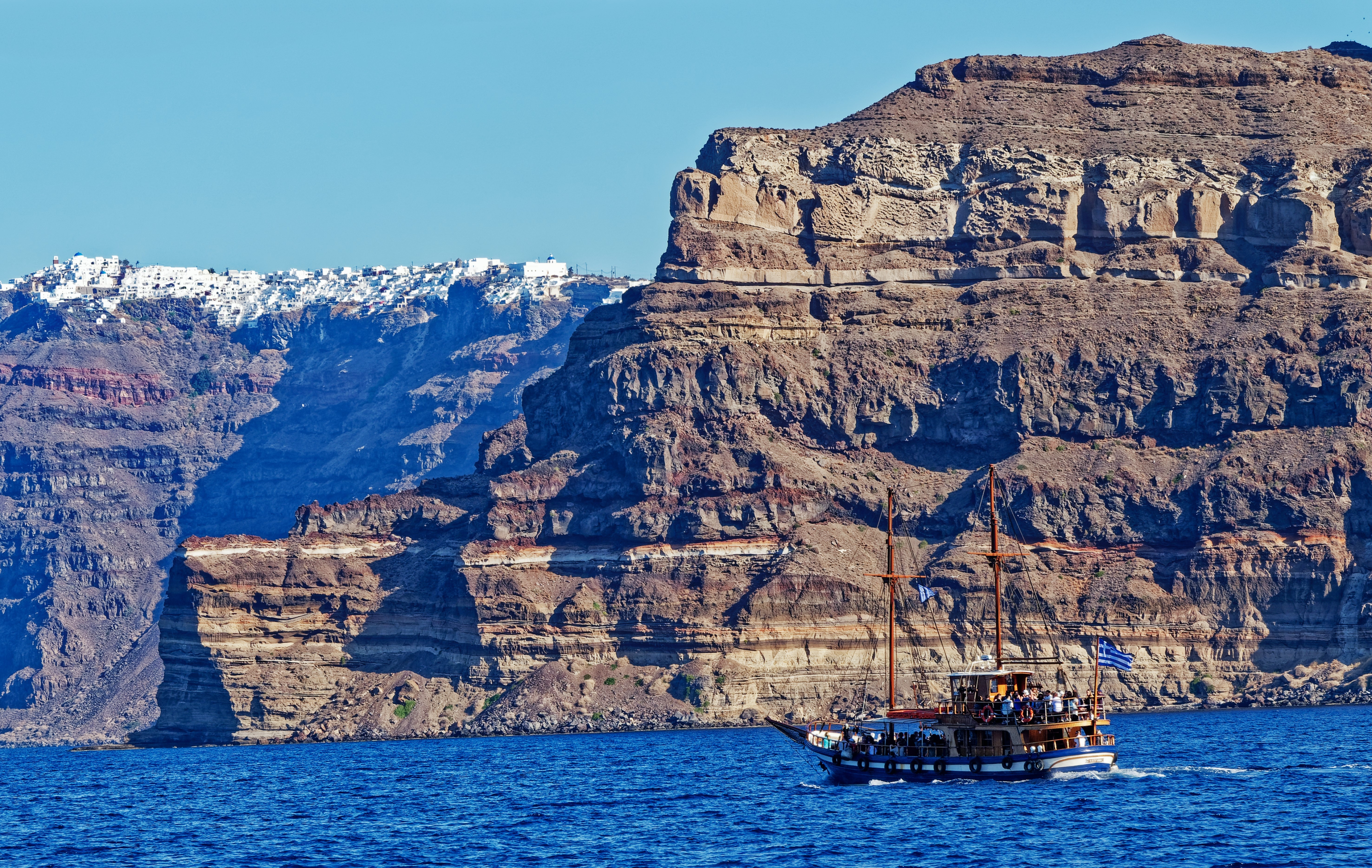
Steilküste im Westen von Santorin

Dennoch glauben einige Forscher, dass eine solche Katastrophe nicht spurlos an den Minoern vorbeiging. Der Grund für das Verschwinden der minoischen Kultur könnten indirekte Folgen des Vulkanausbruchs von 1613 v. Chr. gewesen sein, welche die minoische Kultur stark in Mitleidenschaft zogen: Es wird spekuliert, dass der Vulkan einen Tsunami ausgelöst habe, dessen bis zu 12 m hohe Wellen Kretas Häfen im Norden sowie einen Teil der Schiffsflotte (Handelsschiffe und Fischerboote) zerstört haben könnte. Mittlerweile wurden Spuren der Flutwellen in einigen Orten an der Nordostküste Kretas identifiziert. So in Pseira, Palaikastro und Papadiokambos.
Nach neueren Erkenntnissen war die Eruption noch wesentlich größer als bisher angenommen. Ging man früher davon aus, dass sie eine Stärke von 6 auf dem Vulkanexplosivitätsindex, der von 0 bis 8 reicht, hatte, wird mittlerweile sogar eine Stärke VEI 7 diskutiert. Statistisch ist ein Ausbruch dieser Stärke nur einmal pro Jahrtausend zu erwarten.
Die These, dass der Ausbruch des Vulkans der Ursprung von Platons Erzählung über den Untergang von Atlantis sei, gehört zu den vielfältigen Lokalisierungshypothesen zu Atlantis. Sie wird von verschiedenen Autoren vertreten, setzt aber voraus, dass mehrere der detaillierten Angaben Platons ignoriert werden müssen, da sie nicht auf Santorin passen.

### Nach der Minoischen Eruption

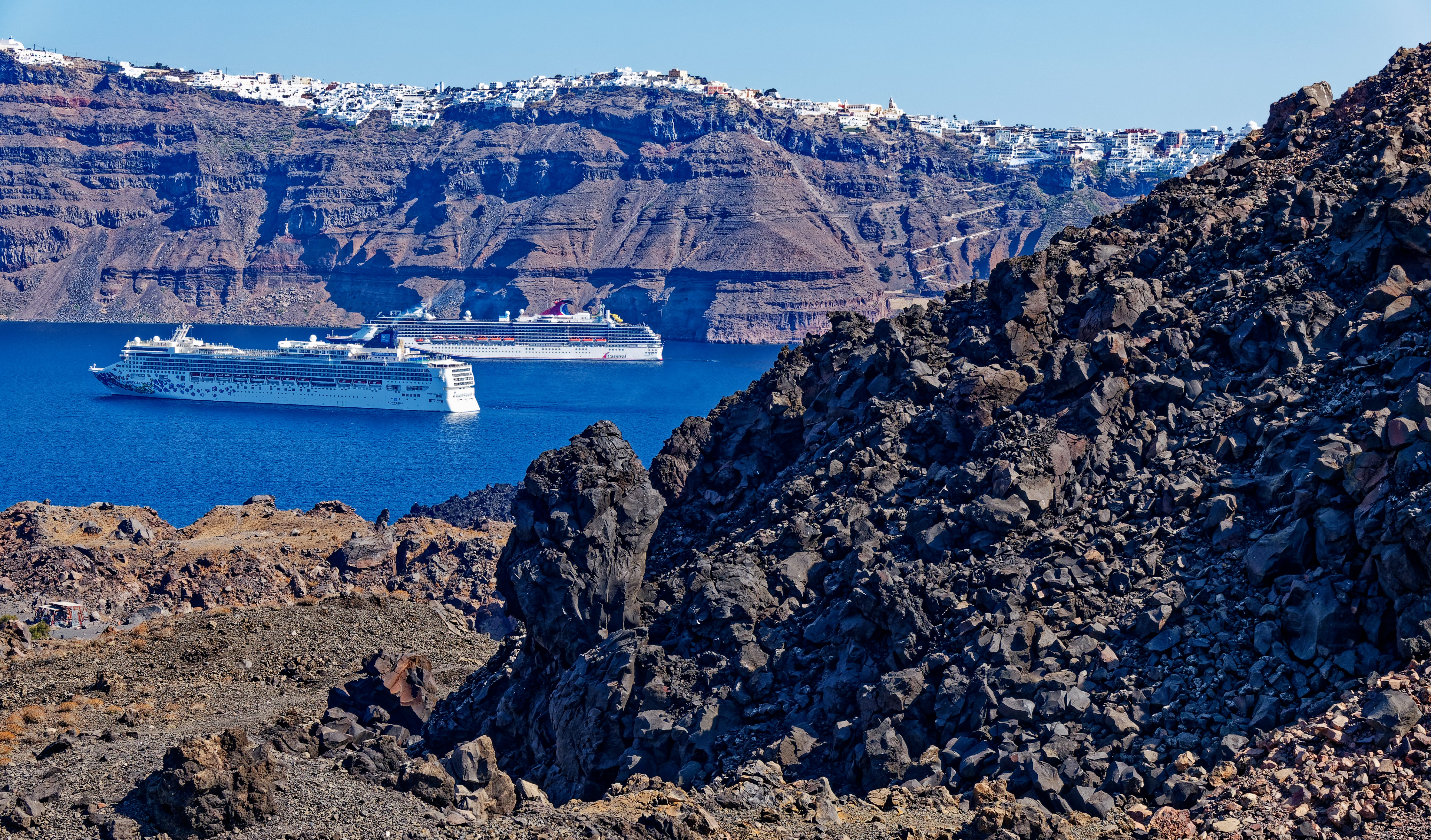
Blick über Nea Kameni auf die Caldera.

Einige Zeit nach dem Ausbruch wurde Thera wieder von Minoern besiedelt, sie verschwanden dann jedoch etwa zeitgleich mit den Minoern auf Kreta (um 1450 v. Chr.). In den folgenden Jahrhunderten wurde die Insel von Phöniziern besiedelt.
Im 9. Jahrhundert v. Chr. wurde das Eiland von den Lacedaemoniern (Dorern) als Stützpunkt auf der Ost-West-Handelsroute in der Ägäis übernommen und ausgebaut. Die geographische Lage und die spezifische Geomorphologie machten die Insel zu einem idealen Marinestützpunkt. Die Siedler aus Sparta bauten die Stadt Alt-Thera auf einem Grat des Berges Messavouno.
Bis zum Ende der Perserkriege im Jahre 478 v. Chr. blieb Thera ein unabhängiger Staat des antiken Griechenlands. Nach Herodot existierten sieben Städte auf der Insel, die nach einer siebenjährigen Dürre Kolonisten unter anderem nach Nordafrika schickte. Diese gründeten dort das einst so mächtige Kyrene, das im Peloponnesischen Krieg auf Seiten der Spartaner stand. Nach Beendigung der Perserkriege regierte Athen auch über Thera. Von den folgenden wechselvollen Jahren blieb auch Santorin nicht verschont. Nach der Aufteilung des Reiches Alexanders des Großen geriet Thera in den Einflussbereich der Ptolemäer. Die Insel wurde zum Flottenstützpunkt, die Kapitäne und Offiziere errichteten luxuriöse Häuser in der Hauptsiedlung Alt-Thera.
Wie ganz Griechenland fiel auch Thera im Jahre 146 v. Chr. für einige Jahrhunderte unter römische Herrschaft. Die Insel hatte in der römischen Provinz Asia beträchtlichen Einfluss, es gab umfangreiche öffentliche Bauten in Alt-Thera und Beamte aus Santorin besetzten hohe Positionen, darunter zweimal das Amt des Provinzialoberpriesters. In byzantinischer Zeit ab dem 3. Jahrhundert wurde die Kirche Panagia Episkopi bei Mesa Gonia zum Bischofssitz, ursprünglich eine dreischiffige Basilika. 1100 wurde eine Kreuzkuppelkirche errichtet, die durch Architektur und Ausstattung bis heute herausragend ist.

### Venezianische Zeit

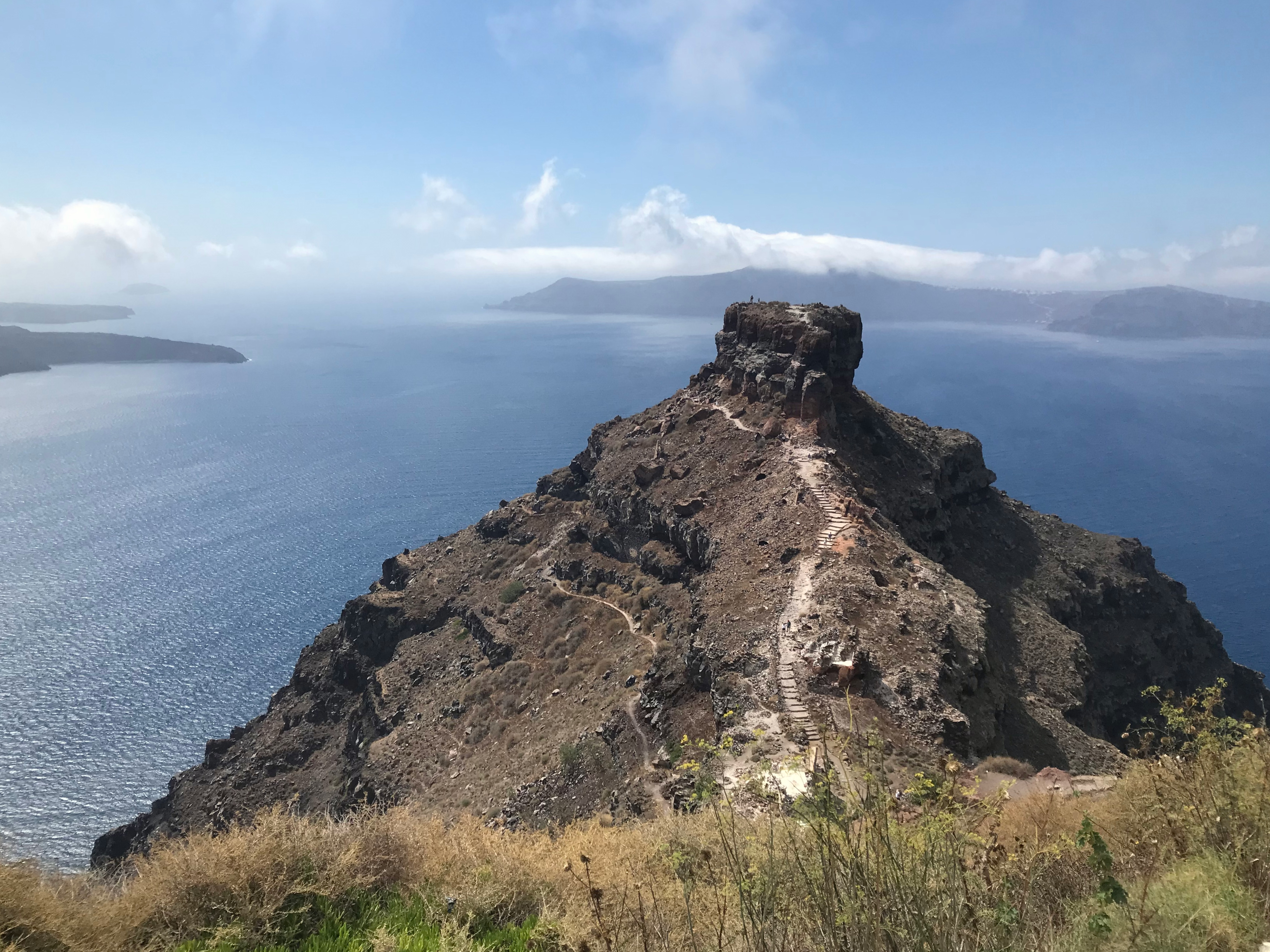
Die Überreste der Festung auf dem Skaros-Felsen

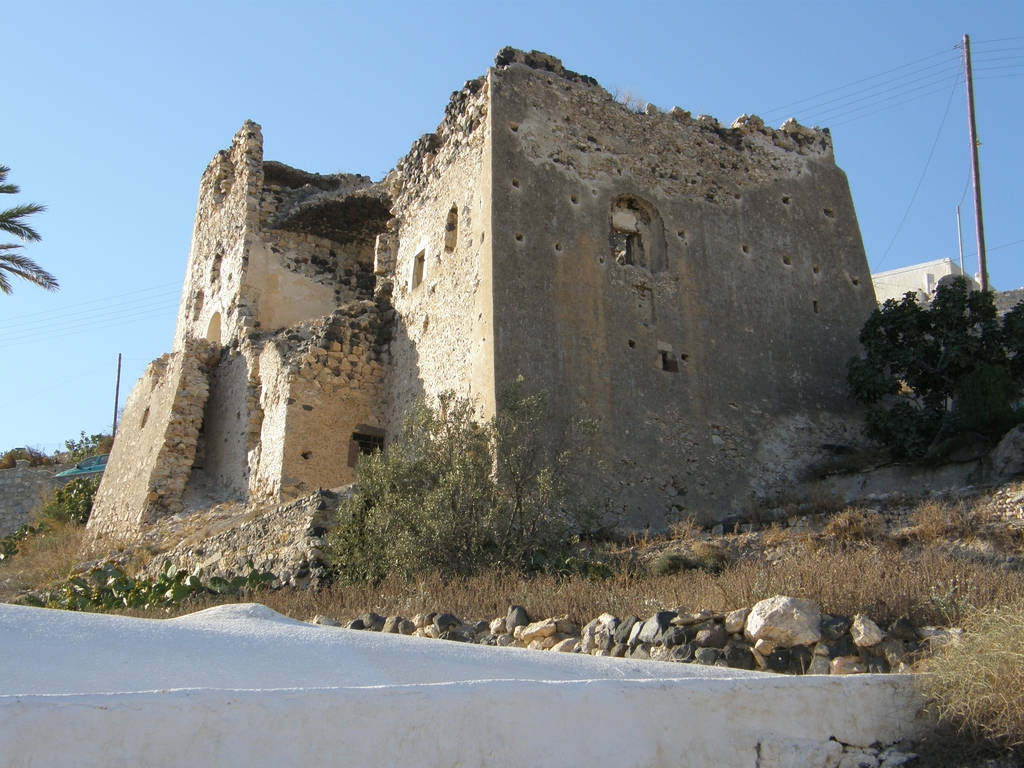
Goulas in Emborio

Die Eroberung Konstantinopels infolge des Vierten Kreuzzuges führte zur Aufteilung des Byzantinischen Reiches. Die Republik Venedig erhob Ansprüche auf die südliche Ägäis. Im Jahr 1207 gründete Marco Sanudo das Herzogtum Archipelagos und übergab die Inseln Thira und Thirasia dem Venezianer Giacomo I. Barozzi zum Lehen. Nach der Rückeroberung Konstantinopels gelangten die Inseln von 1265 bis 1296 nochmals in den byzantinischen Einflussbereich. Danach wurde Giacomo II. Barozzi Herr von Santorini. Die Venezianer etablierten ein Feudalsystem und errichteten befestigte Siedlungen in Ia, Pyrgos, Emborio und Akrotiri. Der ebenfalls befestigte Skaros-Felsen nördlich des heutigen Fira wurde Hauptstadt und Sitz des römisch-katholischen Bistums Santorini. Die Feudalherren selbst lebten in den turmähnlichen Goulades, die als Turmburgen und als Lager der landwirtschaftlichen Erzeugnisse dienten.
Unter den Familien Sanudo und Pisani florierte das Herzogtum, bis 1383 die Familie Crispo einen Putsch unternahm. Die folgende Zeit war von Niedergang, Piratenüberfällen und kriegerischen Auseinandersetzungen mit der Republik Genua und dem expandierenden Osmanischen Reich geprägt. Für das Jahr 1470 wird eine Einwohnerzahl von nur noch 300 Personen auf der Insel angegeben.
Nach der Eroberung der Ägäischen Inseln durch Khair ad-Din Barbarossa im Jahr 1537 blieben die Inseln bis 1566 unter der Herrschaft der Familie Crispo, wurden aber gegenüber dem Sultan Selim II. tributpflichtig. Danach wurde zunächst Joseph Nasi vom Sultan als Herzog von Naxos eingesetzt, nach dessen Tod 1579 übernahmen die Osmanen die Herrschaft auf Santorin.

### Osmanische Zeit
Die endgültige Übernahme der Insel 1580 durch das Osmanische Reich unter Sultan Murad III. führte zur Verbesserung der sozialen und wirtschaftlichen Situation. Den Gemeinden wurde eine weitgehende Selbstverwaltung gewährt, Eingriffe in die Angelegenheiten der Insel reduziert. Durch die Abschaffung des Feudalsystems konnte die lokale Bevölkerung landwirtschaftliche Flächen erwerben. Dem Weinbau kam dabei eine besondere Bedeutung zu, aber auch Gerste und Tomaten wurden angebaut. Die Kontrolle des Weinbaus durch die Einheimischen in Verbindung mit einem deutlichen Rückgang der Piraterie hatte die Ausweitung des Handels zur Folge. Aufgrund des schlechten Zustands und der schweren Zugänglichkeit des venezianischen Skaros wurde die Hauptstadt nach Thira verlegt.

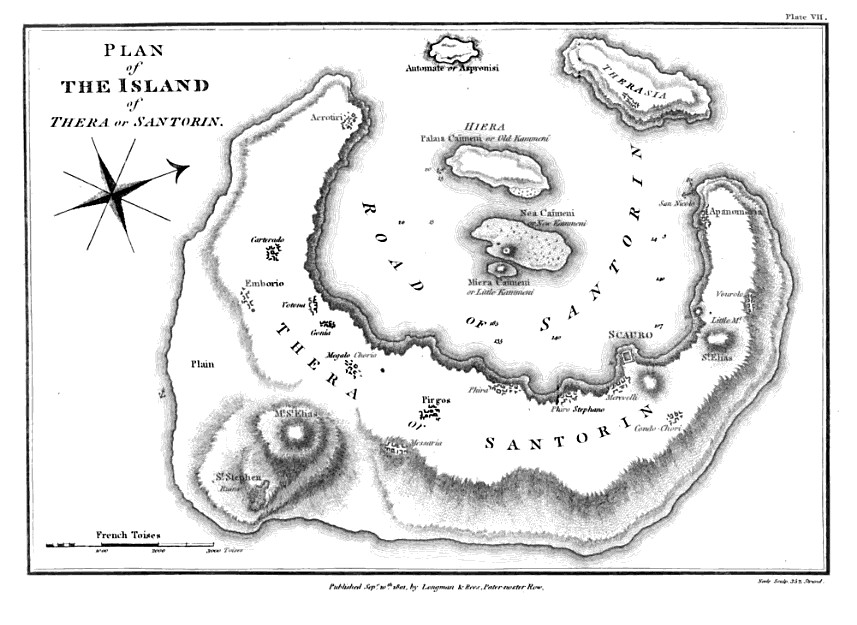
Santorin Ende des 18. Jahrhunderts, Guillaume-Antoine Olivier

Durch den wirtschaftlichen Aufschwung hatte Santorin einen stetigen Bevölkerungsanstieg zu verzeichnen von 7000 Menschen Mitte des 17. Jahrhunderts auf 10.000 Menschen Ende des Jahrhunderts und 12.000 Menschen gegen Ende des 18. Jahrhunderts. Wein war primäres Exportprodukt, und deshalb wurden Weinbauflächen und Handelsaktivitäten ständig erweitert. Die griechischen Reeder fuhren bis zur ersten Hälfte des 18. Jahrhunderts überwiegend unter französischer Flagge.
Die Vertragsbestimmungen des Friedens von Küçük Kaynarca ermöglichte den griechischen Reedern unter russischer Flagge freien Handel in der Schwarzmeerregion. Die Beteiligung am Getreidehandel vom Süden Russlands ins westliche Mittelmeer unter russischem Schutz brachte der griechischen Handelsflotte einen kräftigen Aufschwung. Zu Beginn des 19. Jahrhunderts war Santorini die drittgrößte Handelsflotte Griechenlands.

### Griechenland (1823), Agraraufschwung, Tourismus (ab etwa 1972)
An der wirtschaftlichen Situation im neu gegründeten griechischen Staat, der in der Folge der Griechischen Revolution entstanden war, änderte sich zunächst wenig. Die Ägäischen Inseln wurden 1823 per Dekret des nunmehr unabhängigen Griechenland in 15 Provinzen unterteilt und damit die Provinz Santorini, Astypalea und Anafi (Επαρχία Σαντορίνης, Αστυπαλαίας και Ανάφης Eparchía Sandorínis, Astypaléas ke Anáfis) anerkannt.
Durch die erneute Ausweitung der Rebflächen zwischen 1835 und 1874 wurden die Erntemengen mehr als verdoppelt. Ende des 19. Jahrhunderts führte jedoch die Änderung des Weingeschmacks in Europa zu sinkender Nachfrage. Dies hatte einen Preisverfall des Vinsanto zur Folge. Die vom Weinexport abhängige Handelsschifffahrt ging zurück und erlitt zusätzlich mit dem Aufkommen von Dampfschiffen einen weiteren Einbruch. Santorin war einem grundsätzlichen Strukturwandel und einer starken Abwanderung unterworfen, ein Wechsel zu größerer Vielfalt wurde in der Landwirtschaft unternommen.

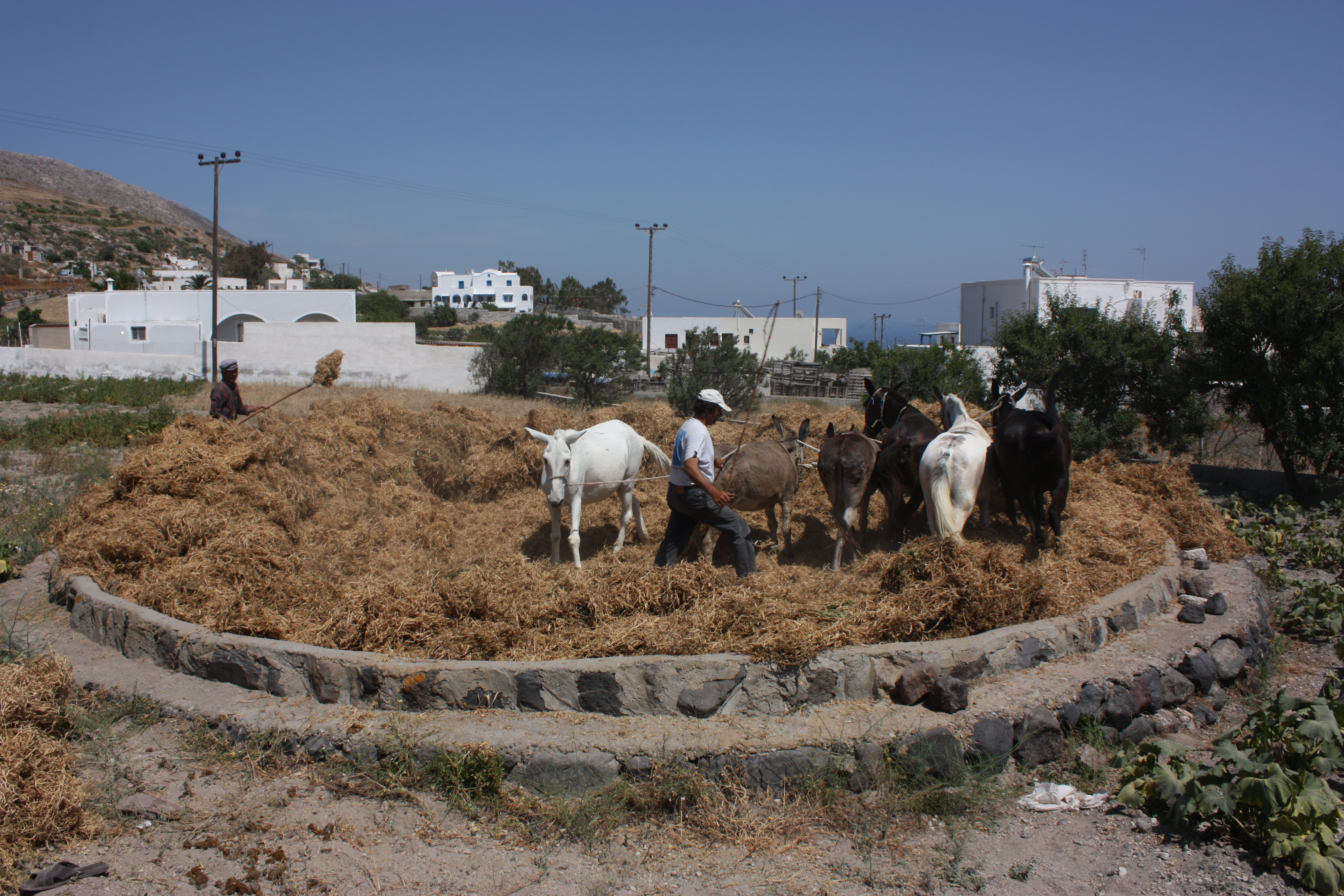
Auf den alten Dreschplätzen treten auch heute noch Esel die Fava

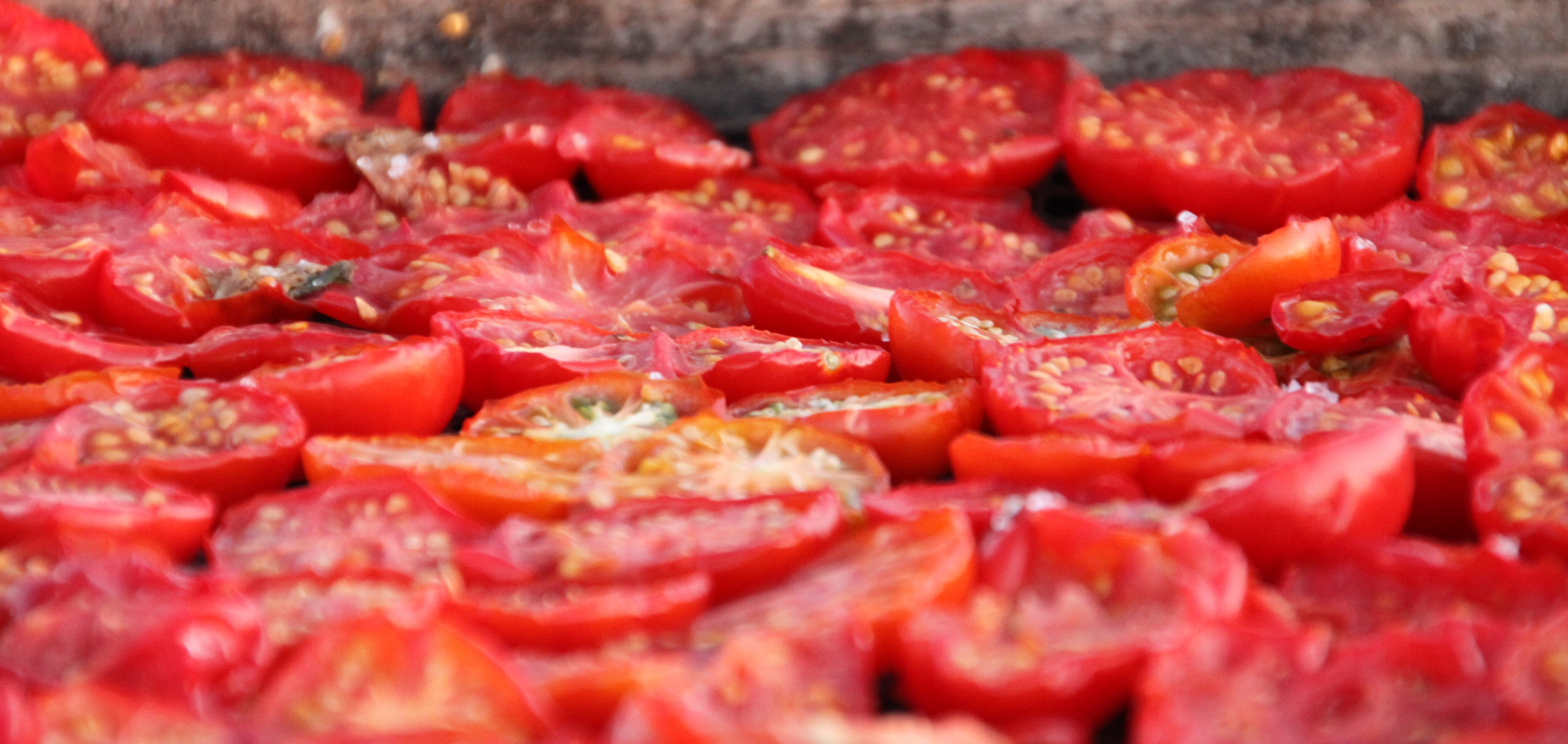
Heute werden Tomaten nur noch für den Eigenbedarf getrocknet

Neben Fava und weißen Auberginen verbreitete sich ab den 1880er Jahren der Anbau von Tomaten. Zunächst gingen die kleinen Familienbetriebe zur Produktion von Tomatenmark über, 1929 nahm die erste Fabrik die Arbeit auf. Zum Höhepunkt der Tomatenproduktion Ende der 1940er Jahre existierten zwölf Verarbeitungsbetriebe auf Santorin. Daneben wurde Baumwolle angebaut, die in lokalen Textilfabriken verarbeitet wurde. Bedeutend wurde erneut der Weinbau. Obwohl die Rebfläche fortlaufend reduziert wurde, nahm bis Mitte des 20. Jahrhunderts die landwirtschaftlich genutzte Fläche mehr als 70 % der Inselfläche ein.
Dem Seebeben bei Amorgos am 9. Juli 1956 der Stärke 7,4 folgten 18 weitere Nachbeben mit einer Stärke über 4,1. Das stärkste Nachbeben erreichte Stärke 7,2, das Epizentrum lag unmittelbar vor der Nordostküste von Thira. Ia und Fira waren am schwersten betroffen. Das Dorf Mesa Gonia wurde zunächst ganz aufgegeben, die Bewohner gründeten am Meer Kamari. Erst rund ein Jahrzehnt später wurden einige Häuser in Mesa Gonia wieder renoviert, und heute bilden Mesa Gonia und Exa Gonia zwei kleine Dörfer in zentraler Lage.
| Jahr  | 1961  | 1971  | 1981  | 1991  | 2001   | 2011   |
| ----- | ----- | ----- | ----- | ----- | ------ | ------ |
| Thira | 7.751 | 6.196 | 7.083 | 8.771 | 12.440 | 14.005 |
| Ia    |       |       |       | 0.882 | 01.230 | 01.545 |
| Summe |       |       |       | 9.653 | 13.670 | 15.500 |

Während einzelne Besucher die Insel schon seit dem 19. Jahrhundert erreichten, begann der Massentourismus erst nach der weltweiten Berichterstattung über die archäologischen Funde von Akrotiri Anfang der 1970er Jahre. Dies fällt grob mit der Öffnung des bis dahin rein militärischen Flughafen Santorin für zivile Flüge 1972 zusammen. Erste Souvenierläden eröffneten und örtliche Familien investierten in den Aufbau von Hotels. In den nächsten Jahrzehnten nahm die Bevölkerung stetig zu (s. Tabelle).
Dabei spielten die wöchentlich anlegenden Kreuzfahrtschiffe eine bedeutende Rolle. Nach dem Untergang des griechischen Kreuzfahrtschiffes Sea Diamond am 6. April 2007 in der Nähe des Hafens Athinos setzte sich eine Bürgerinitiative für die Bergung des Wracks ein. Am 24. Juni 2008 erklärte die EU-Kommission das Wrack zu Müll. Im Juni 2009 wurde das Öl aus dem Wrack abgepumpt, das Wrack wurde aber noch immer nicht geborgen.

## Verwaltungsgliederung und Ortschaften

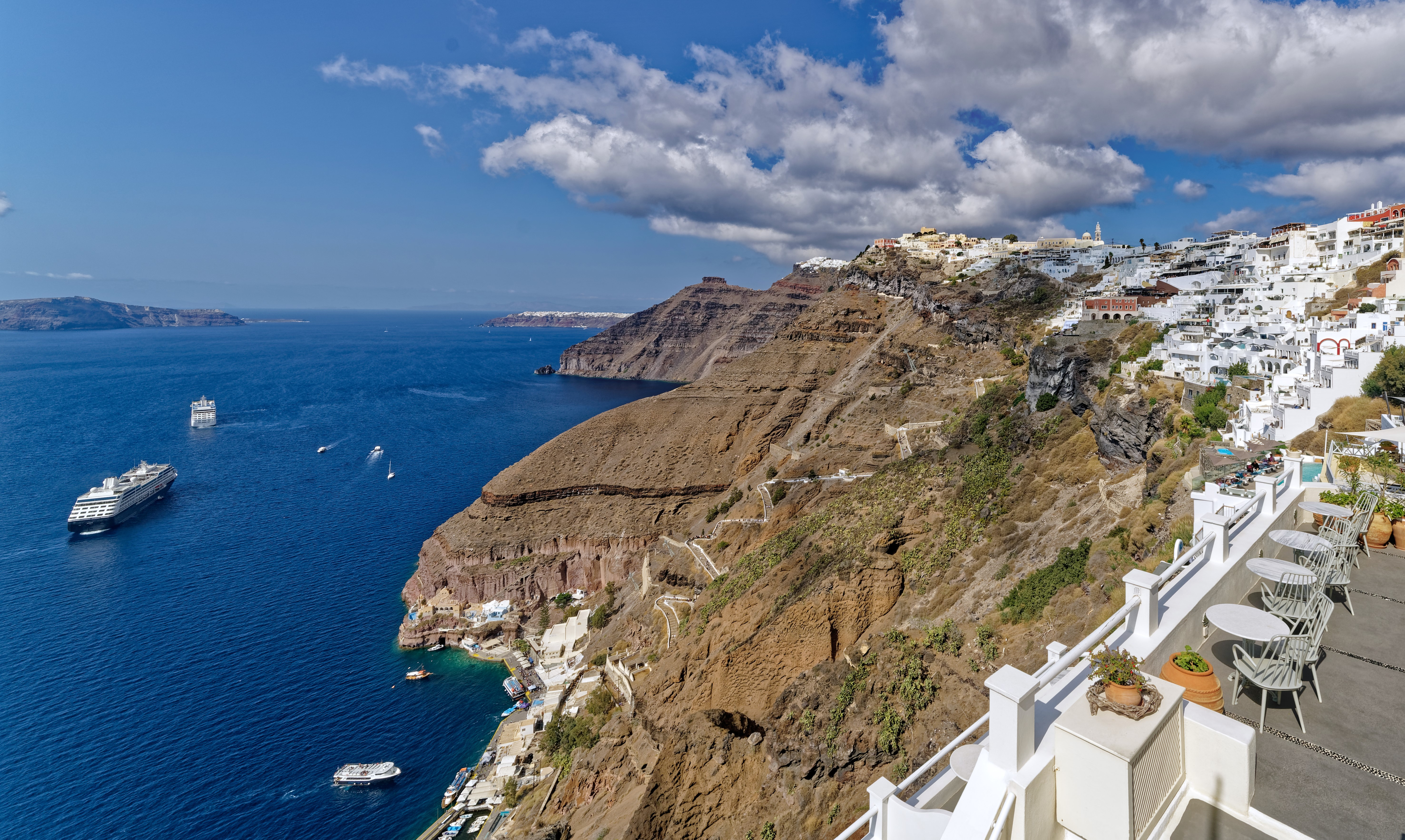
Blick auf Fira und den neuen Hafen.

Die Inselgruppe gliederte sich seit der griechischen Gemeindereform von 1997 in zwei Gemeinden. Der Norden der Insel Thira und Thirasia bildeten zusammen mit den Felseneilanden Agios Nikolaos und Kimina die selbstständige Landgemeinde Ia (Κοινότητα Οίας) mit dem gleichnamigen Hauptort (auch als Oia transkribiert), der Großteil der Insel Thira mit allen übrigen Inseln bildete die Gemeinde Thira (Δήμος Θήρας), mit dem Hauptort Fira. Durch die Verwaltungsreform 2010 wurden beide Gemeinden zur neuen Gemeinde Thira vereint, die nun die gesamte Inselgruppe Santorin umfasst. Die ehemaligen Gemeinden wurden zu Gemeindebezirken.
Zur Gemeinde Thira gehören ferner die etwa 18 km südwestlich der Hauptinsel gelegenen, unbewohnten Christiana-Inseln (Χριστιανά) Christiani (Χριστιανή), Askania (Ασκανιά) und Eschati (Εσχάτη), die den südlichsten Punkt der Präfektur Kykladen bilden, sowie die kleine Insel Anydros (Άνυδρος) oder Amorgopoula (Αμοργοπούλα), die knapp 25 km nordöstlich von Thira liegt.
| Gemeindebezirk | griechischer Name      | Code   | Fläche (km²) | Einwohner 2001 | Einwohner 2011 | Einwohner 2021 | Dimotiki Kinotita (Δημοτική Κοινότητα)                                                                                               |
| -------------- | ---------------------- | ------ | ------------ | -------------- | -------------- | -------------- | --- |
| Thira          | Δημοτική Ενότητα Θήρας | 600101 | 71,174       | 12.440         | 14.005         | 14.393         | Thira, Akrotiri, Vothonas, Vourvoulos, Emborios, Exo Gonias, Episkopi Gonias, Imerovigli, Karterados, Megalochori, Mesaria, Kallisti |
| Ia             | Δημοτική Ενότητα Οίας  | 600102 | 19,449       | 1.230          | 1.545          | 1.087          | Ia, Thirasia |
| Gesamt         | Gesamt                 | 6001   | 90,623       | 13.670         | 15.500         | 15.480         | |

## Kultur
Alle Kykladen-Inseln haben gemeinsam, dass sie lange unter Fremdherrschaft standen, aber durch ihre geringe Größe und geographische Isolation nur wenig Aufmerksamkeit der jeweiligen Herrschaft auf sich zogen. Daher entwickelte sich eine Kultur der Autarkie und Selbstbezogenheit. Die Gesellschaften sind familienorientiert und konservativ. Für Santorin als die südlichste der Kykladeninseln gilt dies in besonderem Maße.
Die traditionelle Grundlage der Insel war die Landwirtschaft, Industrie hat sich abgesehen von der Erzeugung von Tomatenkonserven nie angesiedelt. Im 19. Jahrhundert kam der Abbau des Vulkangesteins hinzu. Kinder, die weder die Landwirtschaft übernahmen noch in den Steinbrüchen arbeiteten, mussten auswandern oder fuhren zur See. Zu den großen Familienfesten kehrten sie aber nach Möglichkeit immer zurück. Darunter ist in erster Linie das orthodoxe Osterfest zu nennen, aber auch Taufen bringen die Familie und oft noch immer die ganze Dorfgemeinschaft zusammen.
Da die Oberfläche der Insel sowohl in der Vergangenheit als auch in der Gegenwart nicht für die Viehzucht geeignet ist, war die Landwirtschaft auf Feldfrüchte ausgerichtet. Neben kleinen Getreidefeldern für den Eigenbedarf wurden vor allem Tomaten und Bohnen angebaut. Pistazien und Oliven rund um die Häuser waren oft in großen Teilen der Insel die einzigen Bäume. Diese Tradition der Landwirtschaft zeigt sich noch heute in den Spezialitäten der Insel: Anders als in anderen Teilen Griechenlands haben vegetarische Speisen einen großen Anteil an der Ernährung. Darunter fallen vor allem die Psevdokeftedes, Bällchen aus Tomaten oder Kichererbsen, die die in der griechischen Küche sonst so beliebten Fleischbällchen ersetzen. Außerdem ist eine traditionelle Version des Melitzanosalata aus weißen Auberginen von besonderer Bedeutung und verschiedene Zubereitungen eines dicken, als Fava bezeichneten Pürees aus Platterbsen.
Eine große Rolle spielt auf Santorin schon seit Jahrtausenden der Weinbau. Um die Weinstöcke auf dem vulkanischen Bimssteinboden vor Austrocknung zu schützen, werden sie nicht in die Höhe gezogen, sondern am Boden in kleinen Mulden zu runden Kränzen zusammengeflochten. Weingärten an den höheren Hängen der Insel, insbesondere am Berg Profitis Ilias, profitieren von einem speziellen Wetterphänomen. Weil das Meer durch die größere Tiefe in der Caldera dort kälter ist als auf der Außenseite der Insel, ziehen in der Mittagshitze leichte Nebelschwaden die Hänge hinauf und können sich unter günstigen Bedingungen als Tau ablagern.

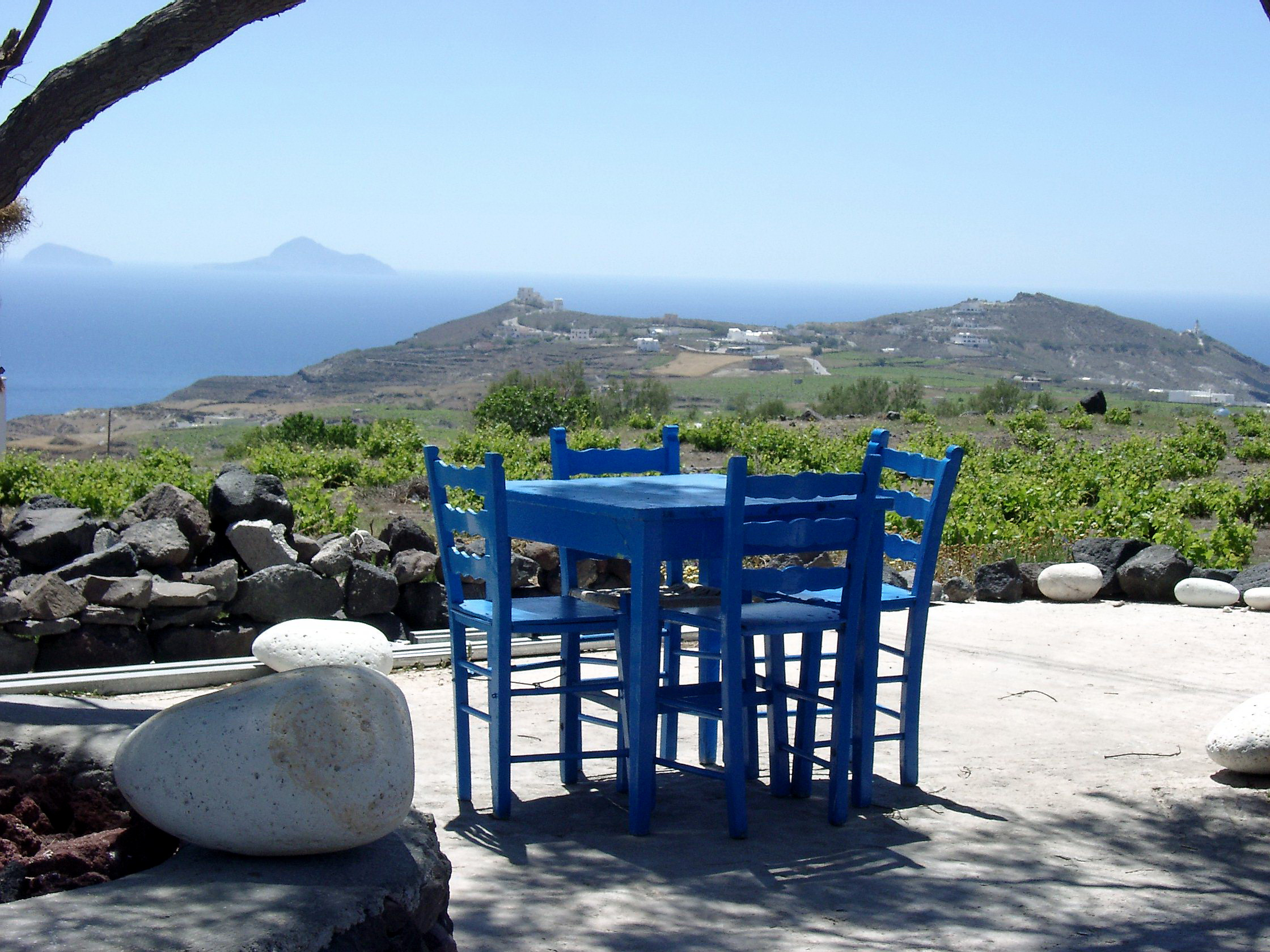
Café in Akrotiri

Die Bauten auf der Insel entsprechen weitgehend der kykladischen Architektur auf den Nachbarinseln. Die Hausformen entstanden in der typischen agglutinierenden Bauweise, bei der je nach Bedarf kubische Zellen aneinandergefügt werden, die zumeist einen Raum darstellen. Dadurch entstehen unregelmäßige Straßen, Plätze, Ecken und Winkel, und verbunden sind sie durch Treppen, Terrassen oder Höfe. Diese Bauweise hat offensichtliche Vorteile im Inselklima; die verwinkelten Gassen schützen vor Sturm und Sonneneinstrahlung. Außerdem waren die Siedlungen so leicht zu verteidigen.
Als Besonderheit der Insel Santorin gilt, dass es hier keine Bäume gab. Deshalb werden die auf anderen Inseln vorkommenden Dachkonstruktionen durch Tonnengewölbe ersetzt. Sie sind aus dem leichten Bimsstein der Insel gefertigt, verbunden durch Santorinerde. Außerdem ist die Anordnung der Bauten in den Siedlungen an die spezifischen Geländestrukturen Santorins angepasst: Am Caldera-Rand erstrecken sich die Häuser entlang der Höhenlinien, mit vielen Treppen. In den Erosionstälern ziehen sie sich beidseitig die Hänge hoch. Die Höhensiedlungen im Zentrum der Insel orientieren sich rund um die Befestigungen der Venezianer. Die neuen Siedlungen an der Küste richten sich an einer langen, breiten Kaistraße aus. Seitenstraßen gehen von ihr gitter- oder fächerförmig ab. Abweichend von dieser vorherrschenden Insel-Architektur sind die sogenannten Herrenhäuser. Sie gehen auf Bauten der Venezianer zurück, wurden aber weitgehend im 19. Jahrhundert unter dem Einfluss des Klassizismus errichtet. Einzelne Herrenhäuser wurden in den Zentren fast aller Inselortschaften errichtet. Konzentriert stehen sie im katholischen Viertel der Inselhauptstadt.
Einige der Ausgewanderten oder Seefahrer sind zu Vermögen gekommen und haben einen Teil davon der Gemeinschaft auf der Insel zurückgegeben. In Mesa Gonia, nahe der Inselmitte, steht eine moderne Kirche im neo-byzantinischen Baustil, die dem Ágios Charálambos geweiht ist. Sie wurde nach dem Erdbeben 1956 durch einen von Santorin in die USA ausgewanderten Unternehmer gestiftet. Der von der Insel stammende Reeder Pétros Nomikós gilt als der größte Mäzen Santorins: Er finanzierte den Bau der Seilbahn von Firas altem Hafen hinauf in die Stadt und legte den Grundstein für das nach ihm benannten Kongress- und Kulturzentrum direkt am Calderarand.

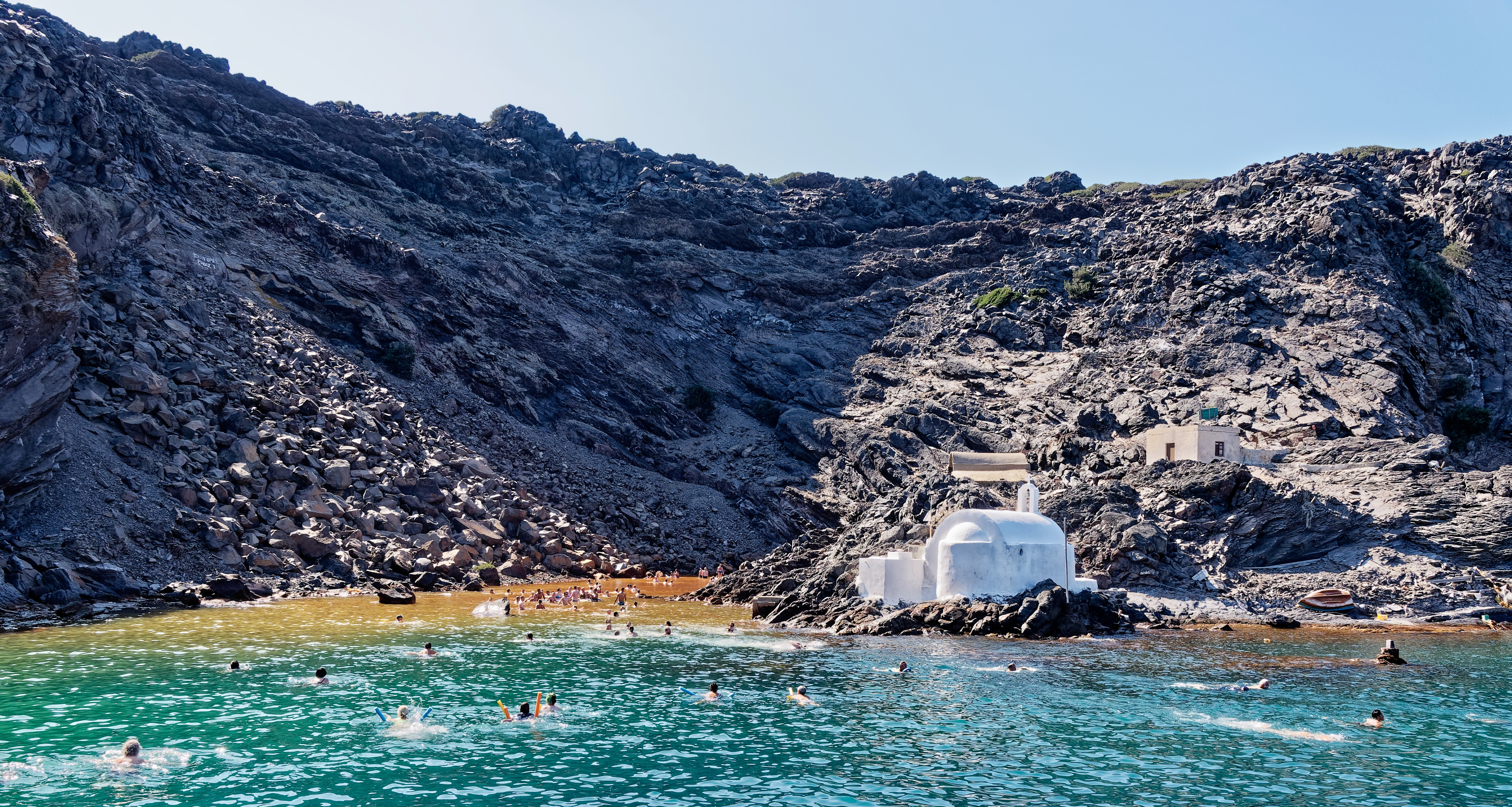
Touristen schwimmen zu den Schwefelquellen vor Palea Kameni.

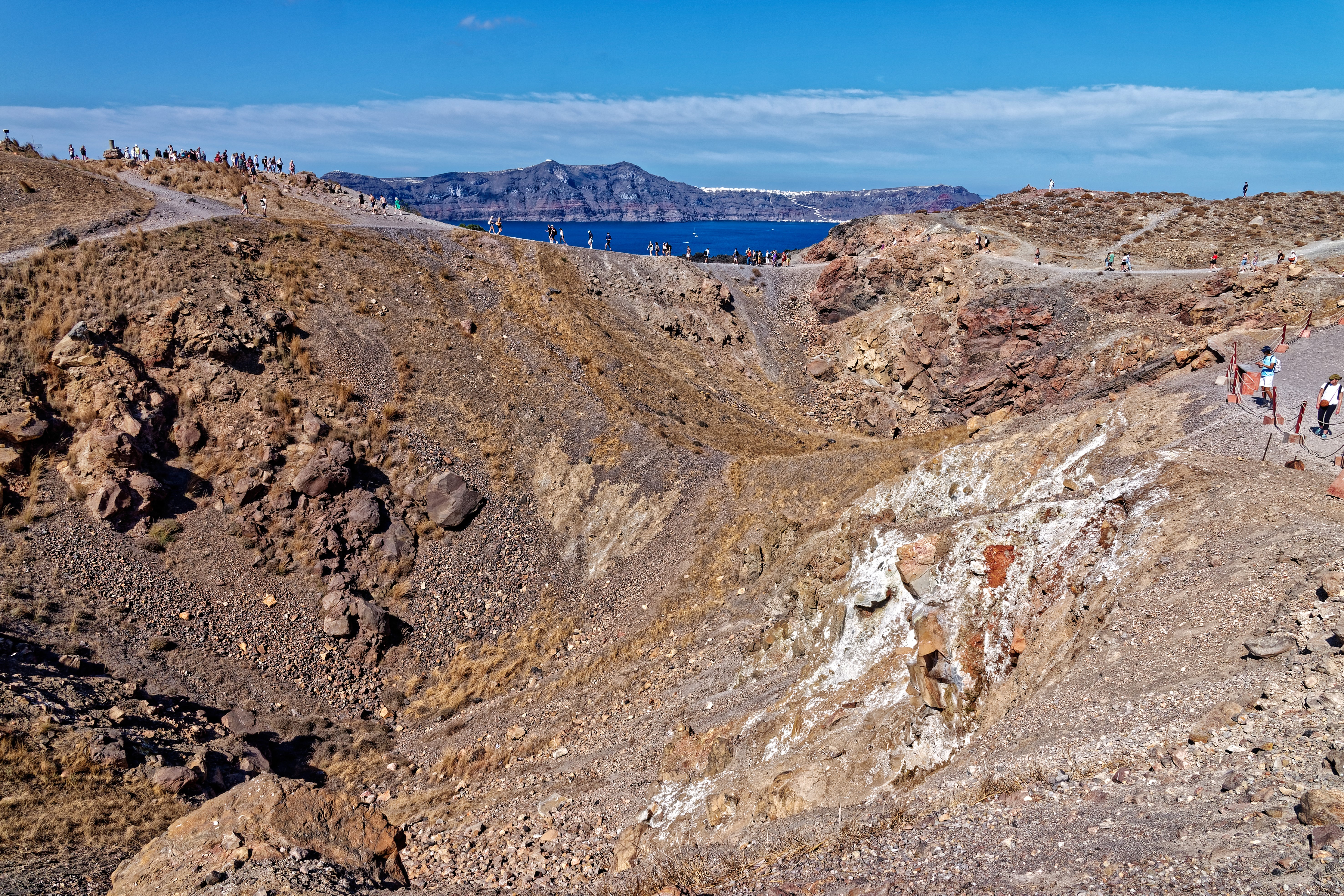
Die Kraterlandschaft auf Nea Kameni.

## Sehenswürdigkeiten
- Ausgrabungen von Alt-Thera
- Ausgrabungen von Akrotiri
- Steilküstenweg von Fira nach Ia
- Neues archäologisches Museum, das Gyzi-Museum und das alte archäologische Museum bei der Seilbahn Fira, das Santozeum ist ein Ausstellungs- und Kulturzentrum in Fira, das seit 2011 die Ausstellung detailgetreuer Repliken der Fresken aus Akrotiri zeigt.
- Mineralien- und Fossilienmuseum in Perisa
- Inseln im Krater (Palea Kameni und Nea Kameni)
- Die ehemalige Bischofskirche Panagia Episkopi bei Mesa Gonia
- Kirche Ieros Naos Agiou Ioannou tou Baptistou (1823)
- Kloster der Profitis Ilias (Moni Profitou Ilias) auf dem gleichnamigen Berg (565 m ü. M.)

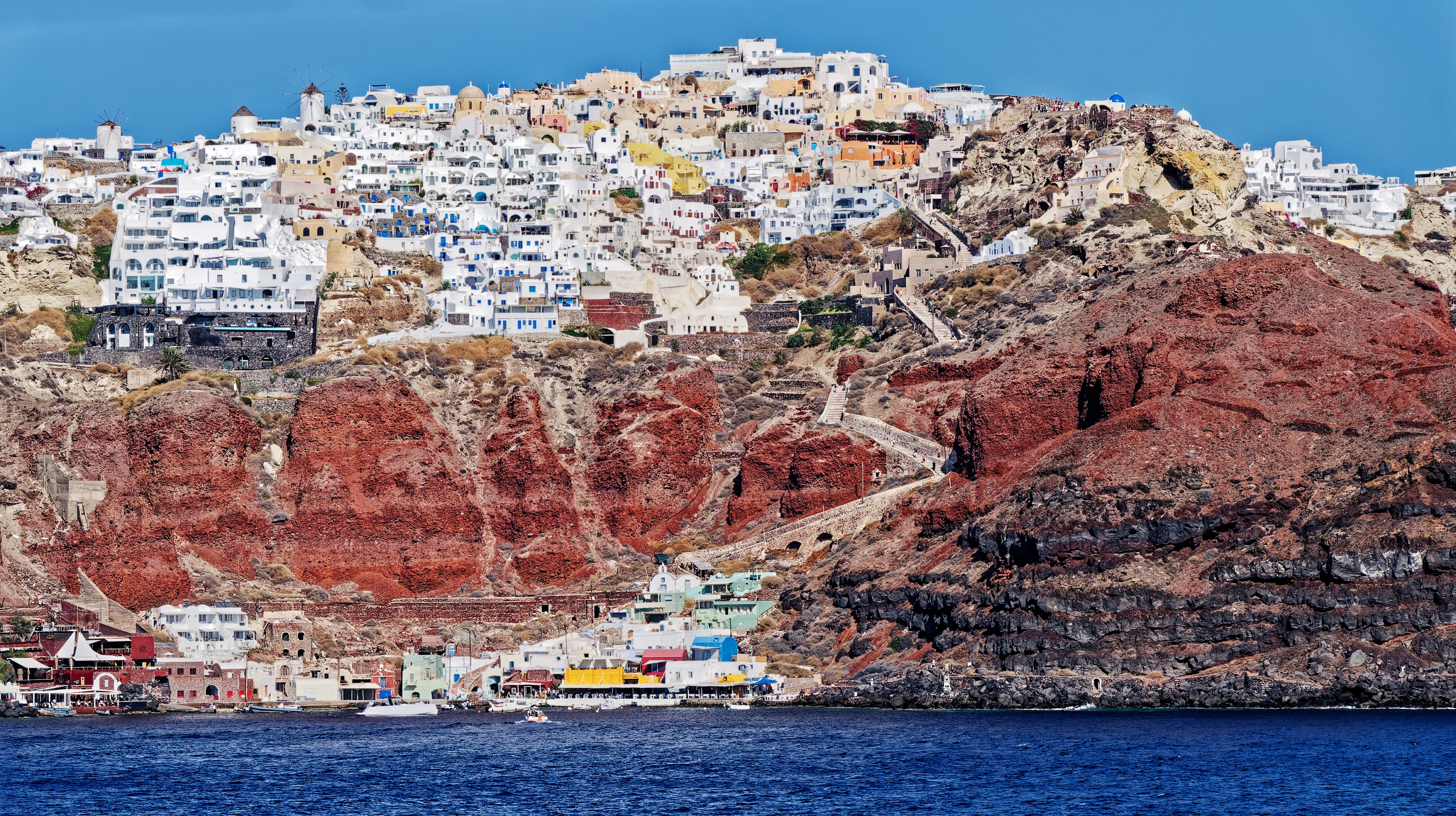
Steilküste mit der Ortschaft Ia und dem Hafen Ammoudi
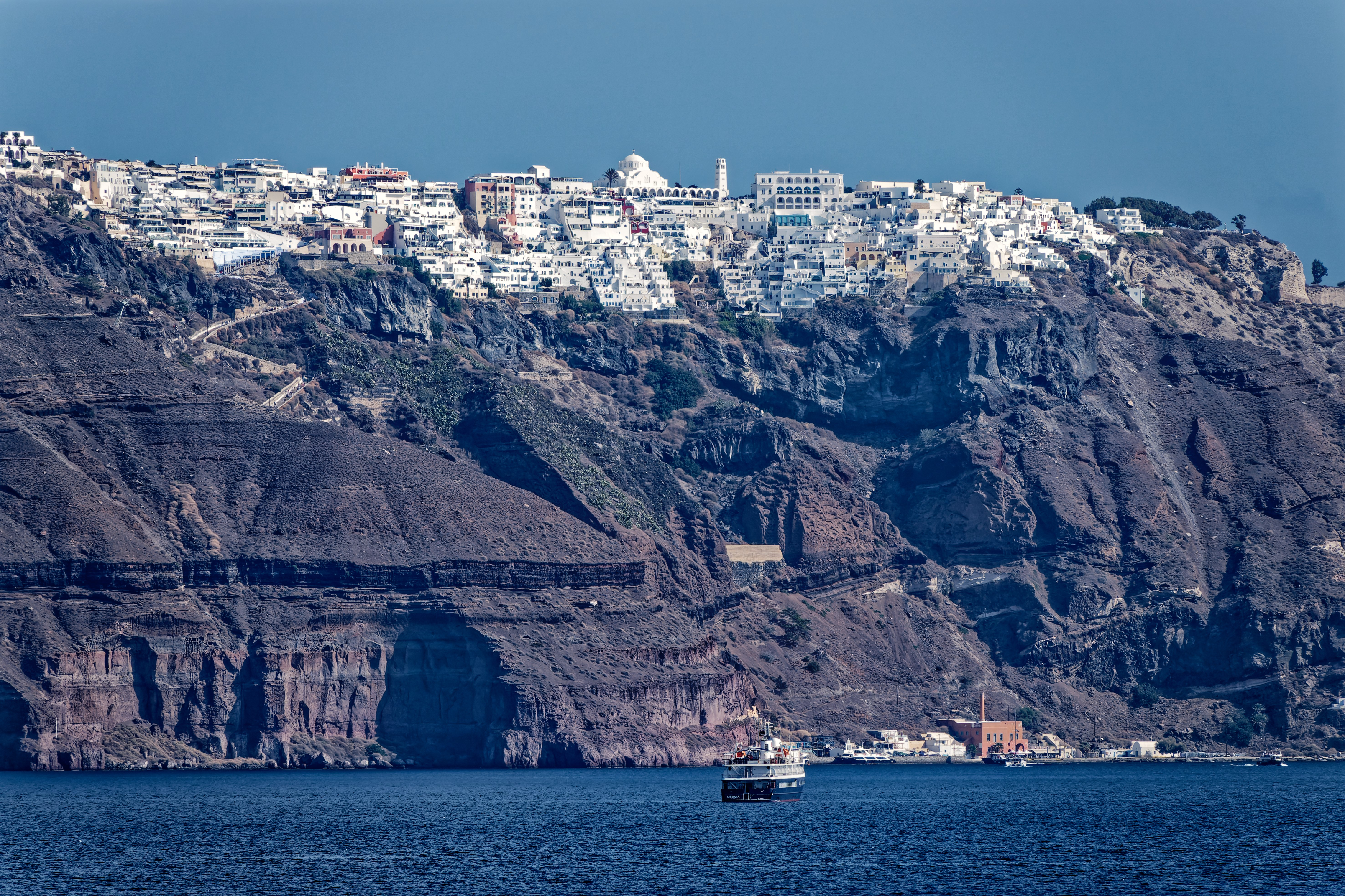
Steilküste mit der Ortschaft Firá und dem Althafen

### Regelmäßige Veranstaltungen

#### Megaro Gyzi Festival
Seit 1981 findet das Megaro Gyzi Festival jedes Jahr im August im Megaro Gyzi Kulturzentrum statt. Das Programm bietet Konzerte, Theateraufführungen und Gemäldeausstellungen.

#### Internationaler KlavierwettbewerbThe Muse
Die International Association of Art, The Muse veranstaltet seit 2005 die International Piano Competition. Der Wettbewerb wird Anfang September im Konzertsaal des Megaro Gyzi ausgetragen. Für Teilnehmer bis 17 Jahre fand 2009 erstmals der The Muse Junior in den Kategorien Klavier, Violine, Cello und Blasinstrumente statt.

#### International Music Festival of Santorini
Im Petros M. Nomikos Konferenzzentrum in Fira wird seit September 1989 das Internationale Musik Festival von Santorini (Διεθνές Μουσικό Φεστιβάλ Σαντορίνης) vom Kulturverein Freunde von Santorini (Πολιτιστικό Σωματείο Οι Φίλοι της Σαντορίνης) ausgetragen.

#### Santorini Jazz Festival, Kamari
Das Freiluftkino in Kamari ist seit 1997 Veranstaltungsort des Santorini Jazz Festival.

## Wirtschaft

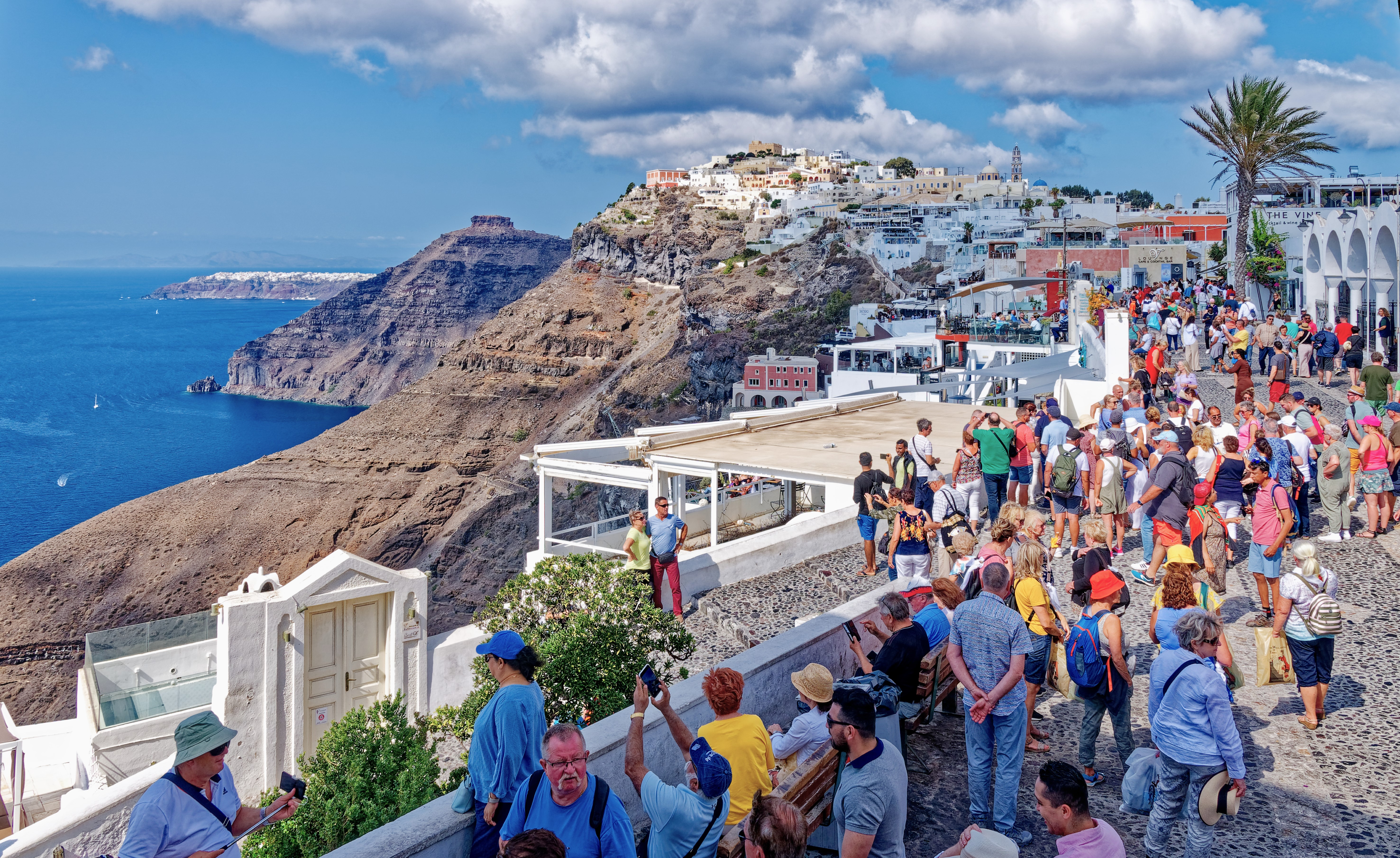
Massentourismus auf Santorin

Heute lebt die Insel nahezu ausschließlich vom Tourismus. Die Orte Perissa und Kamari im Südosten an der Außenseite der Insel setzen auf die flachen Strände und ziehen Badegäste an. Hier gibt es mittelgroße Hotelanlagen. In Fira, den benachbarten Orten Firostephani und Imerovigli, sowie Ia auf dem Kraterrand überwiegen kleine Hotels und Pensionen im höherpreisigen Segment. Beide Orte haben im Sommerhalbjahr umfangreiche Einkaufsmöglichkeiten, die sich an Touristen richten, darunter Filialen internationaler Mode-, Uhren- und Schmuckanbieter. Ein besonders stark wachsendes Segment des Tourismus auf Santorin sind Besucher aus China. Seit etwa 2010 wächst deren Zahl jedes Jahr im dreistelligen Prozentbereich, noch einmal verstärkt im Jahr 2015, nachdem 2014 der teilweise auf Santorin gedrehte Film Beijing Love Story der erfolgreichste Film des Jahres in China war.
Die Touristen kommen weit überwiegend nur stundenweise als Landgang von ihren Kreuzfahrt-Schiffen. Da etwa seit 2010 die meisten Kreuzfahrtschiffe zu groß selbst für den erweiterten Hafen Athinios sind, werden Shuttle-Boote eingesetzt, um jeweils 120–150 Passagiere an Land zu bringen, wo eine Flotte von Bussen (rund 120 nur für die Kreuzfahrtpassagiere in 2018) bereitsteht, um die Gäste auf einer festgelegten Route zu den Hauptsehenswürdigkeiten zu bringen. Der Umsatz mit diesen Tagesbesuchern fällt mit etwa 50 € pro Gast (Stand 2016) weit geringer aus als bei Touristen, die die Insel direkt besuchen und über Nacht bleiben.
Die Insel versucht deshalb, den Kreuzfahrttourismus zurückzudrängen und stattdessen das Hotelgeschäft zu fördern, insbesondere wird das Luxus-Segment ausgebaut. Ein Limit von 8000 Kreuzfahrttouristen pro Tag wurde graduell eingeführt und wird nur noch an wenigen Tagen überschritten (Stand 2018). Bis 2021 wurde der Flughafen in einem Joint-Venture mit der Fraport AG modernisiert und ausgebaut.

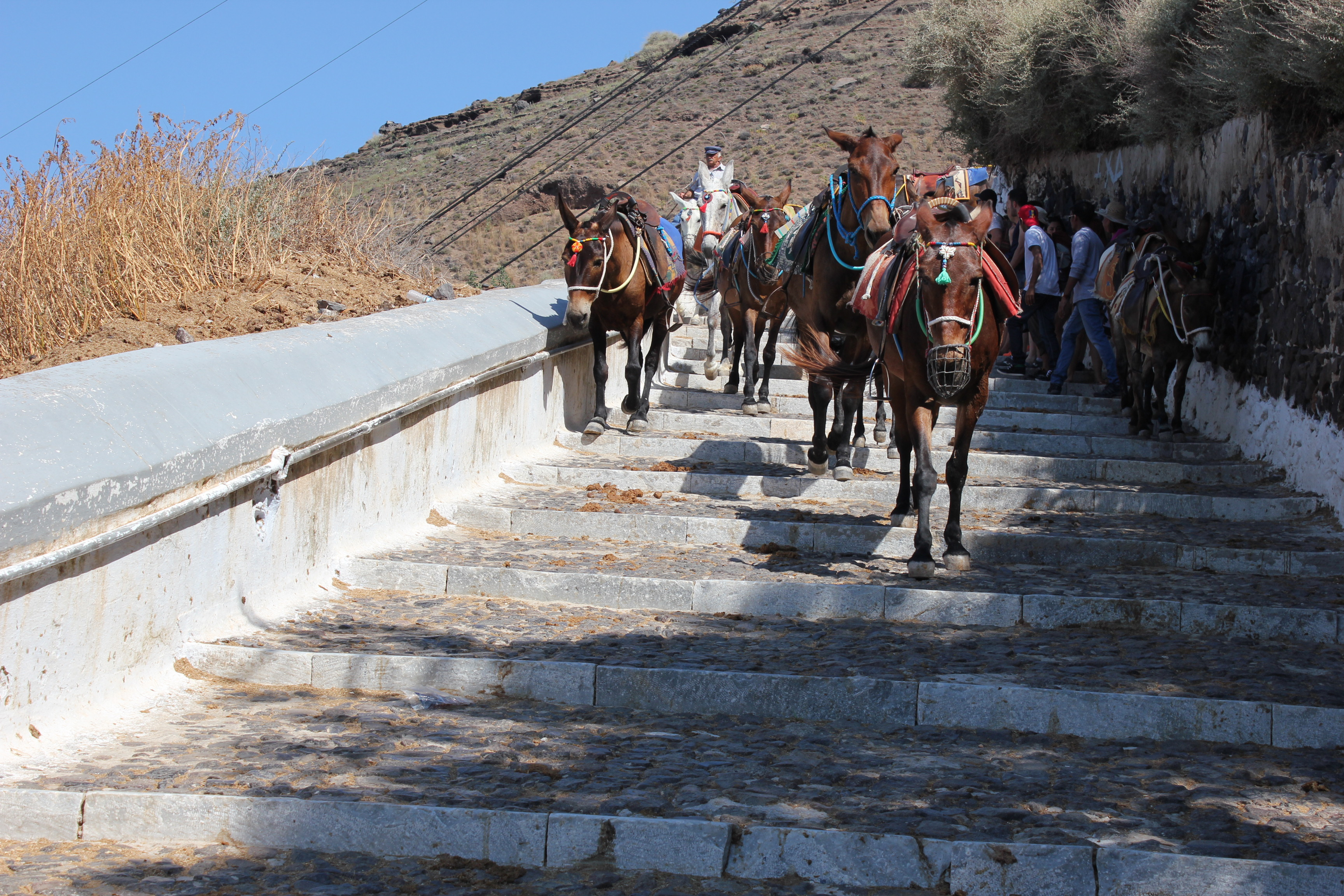
Maultiere bringen Touristen über eine Steintreppe auf die Insel hinauf

In der Landwirtschaft spielt heute nur noch der Weinbau im Anbaugebiet Santorin eine nennenswerte Rolle. Weiß- und Süßweine werden in der höchsten griechischen Qualitätsstufe OPAP (Onomasia proelefseos anoteras piotitos Ονομασία προελευσέως ανωτέρας ποιότητος) produziert. Bis in die 1980er Jahre war der gewerbliche Anbau von Tomaten verbreitet, die als Ketchup oder Konserven vermarktet wurden. Verarbeitet wurden vor allem kleine cocktailähnliche Tomaten, der Sorte Santorini. Heute gibt es nur noch einen kleinen Betrieb. Eine stillgelegte Konservenfabrik bei Vlichada beherbergt das Kraftwerk des staatlichen Energieversorgers ΔΕΗ. Der Fischfang dient vor allem den Restaurants der Insel. Fischerboote liegen vorwiegend in den kleinen Häfen bei Monolithos und Ammoudi bei Ia. Pistazien und Feigen werden in kleinem Rahmen angebaut. Die traditionsreiche Fava wird kaum mehr angebaut. Weitere Landwirtschaft dient nur noch dem Eigenbedarf. An mehreren Ortschaften gibt es noch öffentliche Dreschplätze.
Der Abbau von Santorinerde und anderen Formen des Bimssteins war seit dem 19. Jahrhundert das wichtigste Gewerbe der Insel. Der letzte Steinbruch schloss 1990, Reste der Rutschen und Verladekräne sind südlich von Fira noch zu sehen.

## Infrastruktur

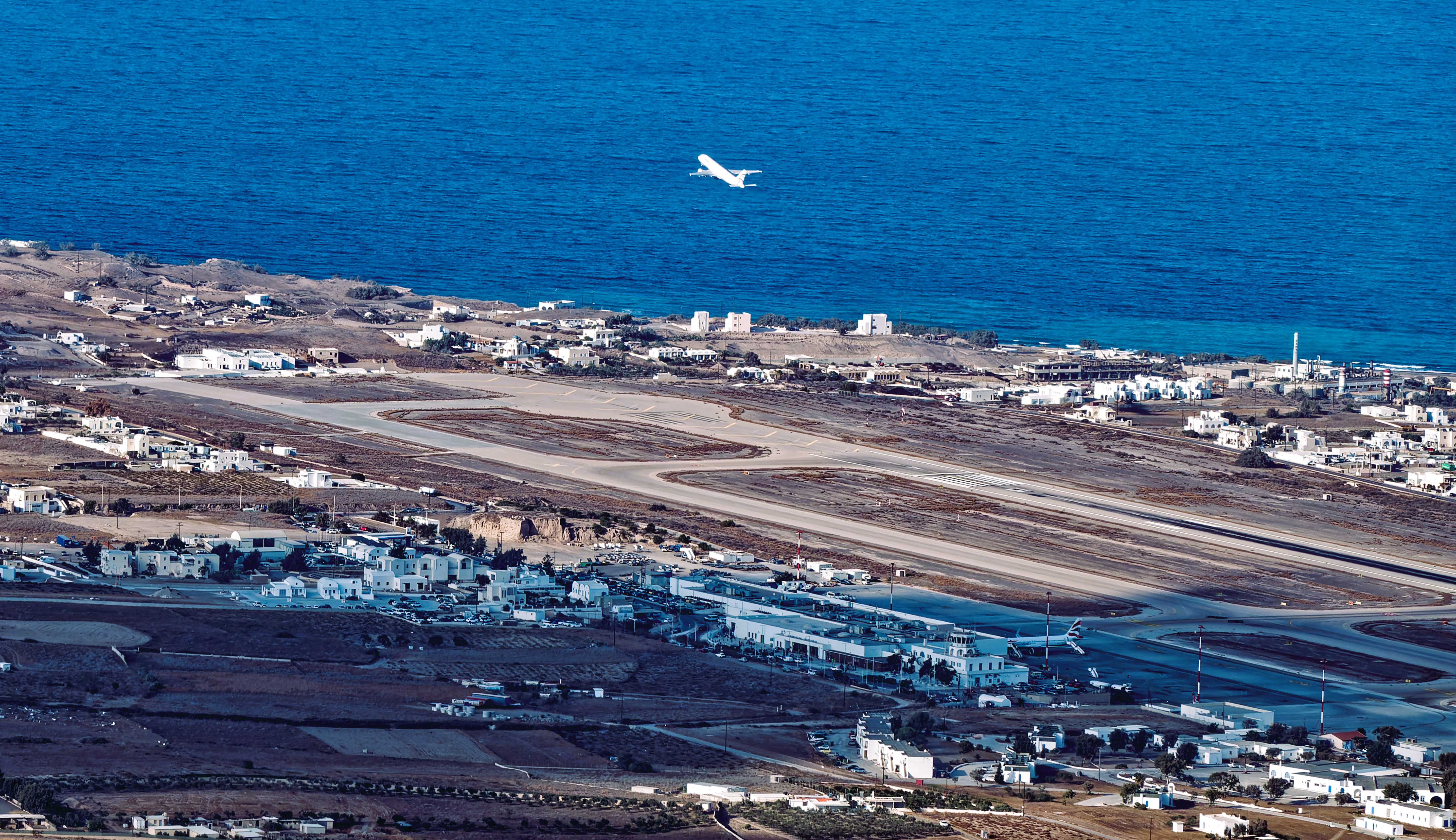
Der Flughafen von Santorin.

### Verkehr
Der Flughafen Santorin hat Linienverkehr nach Athen und zu weiteren griechischen Zielen. Im Sommer gibt es internationale Charterverbindungen nach Santorin aus Deutschland, Österreich und anderen europäischen Staaten.
Santorin hat vier Häfen: Athinios, Ammoudi, einen Hafen bei Vlychada und einen kleinen unterhalb von Fira.
Tägliche Fährverbindungen bestehen nach Piräus, dem Hafen von Athen, über andere Inseln der Kykladen mit Blue Star Ferries oder mit den Schnellfähren der Hellenic Seaways (Tochtergesellschaft der Minoan Lines) und Seajets. Tägliche Verbindungen gibt es auch zu Nachbarinseln, nahezu täglich verkehren Schnellfähren nach Kreta. Der Fährverkehr wird seit Mitte der 1990er Jahre über den Hafen in Athiniós abgewickelt, der daher auch als neuer Hafen bezeichnet wird.

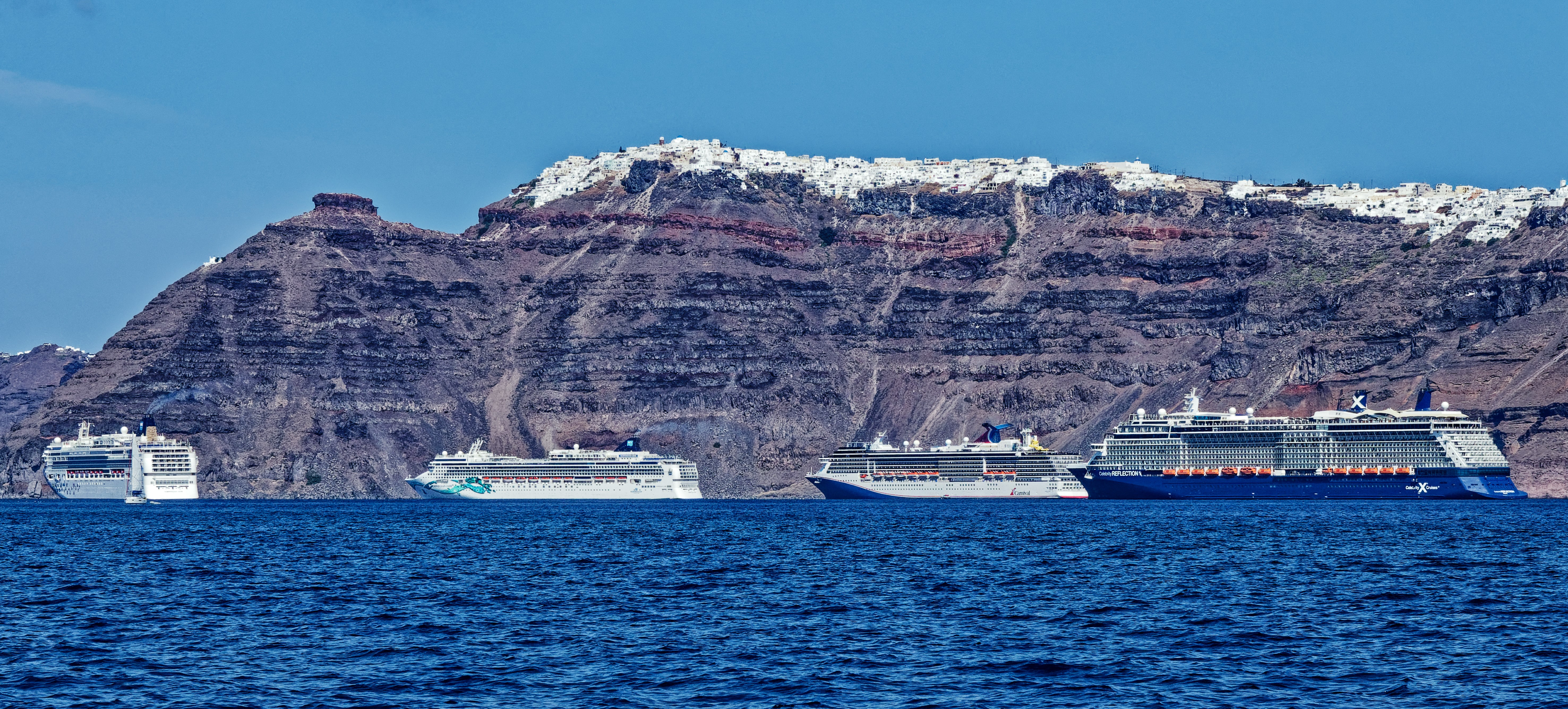
Kreuzfahrtschiffe in der Bucht vor Fira

Kreuzfahrtschiffe legen entweder im neuen Hafen an oder booten die Gäste in den alten Hafen von Fira aus, wo auch die Mehrzahl der Ausflugsboote ablegt. Vom Hafen führen eine Seilbahn und eine Treppe die rund 300 Höhenmeter zur Stadt Fira am Kraterrand. Zum Besteigen der Treppe wird der Ritt auf Eseln oder Maultieren angeboten. Nach anhaltenden Protesten von Tierschützern gegen diese Praxis wurde 2018 ein Gesetz verabschiedet, das Menschen mit einem Gewicht von über 100 kg das Reiten der Tiere untersagt.
Ausflugsboote fahren mehrmals täglich vom alten Hafen in Fira oder dem neuen Hafen nach Ia, Thirasia (Hafen Kórfos unterhalb des Hauptortes Manolas) und zu den Vulkaninseln im Inneren der Caldera. Weitere Boote in die Caldera legen unterhalb von Ia vom Hafen Ammoúdi ab. Dort gibt es auch eine Fußgängerfähre (lokal Lantza genannt) nach Thirasia, die dort neben Kórfos auch das im flachen Norden gelegene Ríva (Agía Eiríni) anläuft. Letzteres ist auch der Hafen für größere Fähren. Auf der Außenseite Santorinis verbindet eine Bootslinie die Badeorte Kamari, Perissa und Akrotiri und ihre Strände.
Das Straßennetz ist gut ausgebaut, hat aber stellenweise holprigen Belag. Die Hauptverbindungsroute führt entlang des Kraterrands von Ia bis Akrotiri mit einer Verbindung ins Inselinnere nach Messariá und Stichstraßen nach Kamari und zum Flughafen bei Monolithos sowie einer Abzweigung nach Emborio und weiter nach Perissa. Die 1988 gegründete Busgesellschaft KTEL Thira (ΚΤΕΛ Θήρας) betreibt ein dichtes Liniennetz.
Der zentrale Busbahnhof befindet sich in Fira. Der öffentliche Busverkehr ist gut ausgebaut. Linien in alle Richtungen kreuzen sich auch in Messariá.

### Wasserversorgung
Wie auf anderen Inseln der südlichen Ägäis ist auch auf Santorin die Menge an Süßwasser begrenzt; Grundwasser ist die ergiebigste Quelle.
Durch das anhaltende Niederschlagsdefizit der letzten 40 Jahre in Verbindung mit einer erhöhten Entnahme seit dem Tourismusboom der 1970er und 1980er Jahre ist Meerwasser in den Grundwasserleiter eingedrungen. Das Wasser ist von minderer Qualität, schmeckt leicht salzig und erfüllt nicht die griechischen Vorschriften für Trinkwasser und ist somit zum Kaffeekochen oder für Tees ungeeignet.
Vor dem Erdbeben 1956 dienten Niederschläge primär der Wasserversorgung. In Kamari wurde nach dem Erdbeben das erste Wasserversorgungsnetz der Insel angelegt und später auf die meisten Orte des Gemeindebezirks Thira ausgedehnt. Die anderen Orte werden von Tankfahrzeugen versorgt. Trinkwasser wird in Form von Einwegflaschen angeliefert. Ia wird aufgrund des Mangels an Grundwasservorkommen von einer Meerwasserentsalzungsanlage versorgt. Die Gemeinde Kamari bekommt 2022 eine neue Meerwasserentsalzungsanlage.
Das Defizit auf Thirasia wird von kostenintensiven Wassertransporten in Betriebswasserqualität vom Festland ausgeglichen. Der Betrieb einer Anlage zur Meerwasserentsalzung ist geplant, eine Rahmenvereinbarung zwischen dem Handelsschifffahrtsministerium und lokalen Behörden wurde 2009 unterzeichnet.

## Dokumentation
- Das Geheimnis von Santorini. Regie: Daniela Pulverer und Ann-Christin Krumm, ZDF, Deutschland, Griechenland, USA, 88 Minuten, 2024

### Wissenschaftliche Artikel
- Santorin im Global Volcanism Program der Smithsonian Institution (englisch)
- V. Camp: Santorini, How Volcanoes Work, Dept. of Geological Sciences, San Diego State University (englisch)
- Allgemeine Informationen über Santorin, Ägäisportal (englisch)
- The Thera Foundation (Fachaufsätze zur Insel: Geschichte, Geologie, Geographie mit einem Schwerpunkt auf die minoische Zeit und den Vulkanausbruch in der Bronzezeit, englisch)